# Lapin domestique
Vous lisez un « article de qualité » labellisé en 2010.
Pour les articles homonymes, voir Lapin (homonymie) et Lapin.
Sous-espèce
Le lapin domestique (Oryctolagus cuniculus domesticus), est un lapin européen, qui a été domestiqué pour l'alimentation humaine en Europe occidentale, au Moyen Âge, une époque relativement récente comparée à d'autres animaux domestiques. Les lapins de clapier sont de petits mammifères herbivores qui diffèrent très peu de l'espèce souche, classée dans l'ordre des Lagomorphes, la famille des léporidés et le genre Oryctolagus. À l'origine, le lapin européen est élevé en semi-liberté dans de vastes espaces clos comme « lapin de garenne », afin d'assurer notamment la production de laurices durant la période de carême. Depuis lors, de très nombreuses races de lapins ont été créées dans le cadre de l'élevage sélectif effectué par les humains, en fonction de l'usage auquel la cuniculture les destine. Au début du XXe siècle on recense plus de 100 races de lapins domestiques.
Hormis les races naines, le lapin domestique est en principe plus gros que ses ancêtres sauvages, avec de plus longues oreilles et de fortes pattes arrière, adaptées à la locomotion par bonds et aux cages grillagées. Ce n'est pas un rongeur, mais ses dents poussent continuellement et lui permettent de ronger ses aliments et il pratique aussi la cæcotrophie, ré-ingérant une partie de ses crottes pour les digérer à nouveau.
Animal social, le lapin domestique est facile à élever et peut vivre en moyenne de 5 à 8 ans pour les lapins d'élevage, le lapin domestique pouvant vivre jusqu'à 10 ou 12 ans voire 15 ans. Bien qu'il soit relativement fragile et très territorial, il est particulièrement prolifique et donne naissance à des portées nombreuses à de faibles intervalles de temps, notamment dans les élevages à vocation commerciale. Il est principalement destiné à l'approvisionnement en viande et en fourrure, mais aussi en poils grâce à la sélection des lapins angoras. Plutôt docile, voire affectueux vis-à-vis des hommes, s'il est habitué jeune à leur compagnie, il est aussi utilisé comme animal de laboratoire et c'est désormais un animal de compagnie (NAC) populaire, notamment les lapins nains, au point de donner lieu à l'organisation de concours.
Le lapin est, de manière générale, un animal qui a fortement marqué la culture populaire, en raison de sa douceur et de sa prolificité. Traditionnellement symbole lunaire de fertilité, il est au XXIe siècle principalement associé à l'univers enfantin.

## Description
Le lapin domestique est issu du lapin de garenne, et reste donc très proche de cette espèce qui forme son ancêtre sauvage. L'aspect extérieur des lapins domestiques peut toutefois varier considérablement selon les races sélectionnées par les éleveurs, et l'animal se démarquer du lapin de garenne tant par sa taille, puisqu'il existe des races dites naines ou géantes, que par sa fourrure, puisque le lapin domestique peut arborer des poils plus ou moins longs ainsi que des coloris variés.

### Aspect extérieur

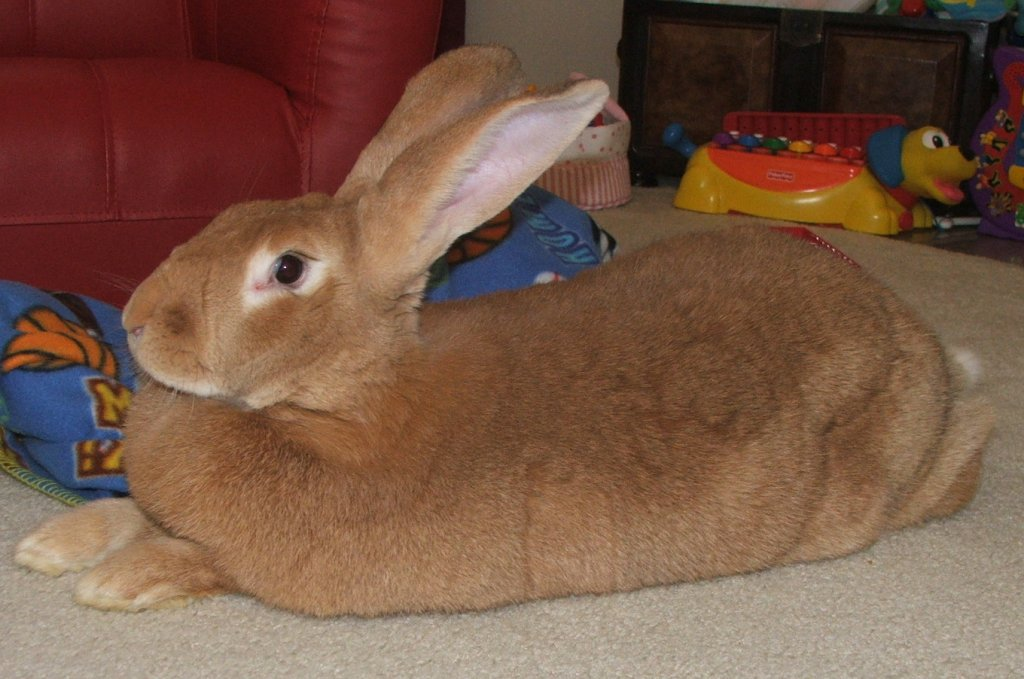
Lapine géant des Flandres au fanon bien visible.

L'aspect général du lapin, tout comme sa masse et sa taille, dépendent de sa race. Ainsi, certains sont plutôt élancés comme le lièvre belge quand d'autres ont un port plus ramassé comme le bélier français. De même le corps peut être cylindrique, conique ou convexe, et on trouve des lapins nains comme des races dites géantes. La masse du lapin se situe généralement entre 0,5 et 8 kg. La tête est pourvue de nombreux poils tactiles appelés vibrisses. Elle est surmontée de deux oreilles placées sensiblement vers l'arrière, qui lui sont reliées par une solide attache cartilagineuse. Ces oreilles sont recouvertes de poils très courts. Leur taille et leur port varient grandement suivant la race : si elles se dressent souvent sur la tête, elles sont au contraire pendantes chez le lapin bélier. Le pavillon est bien irrigué par la circulation sanguine. La lèvre supérieure de la bouche du lapin est fendue en deux pour former le bec de lièvre. Le museau est formé d'un rhinarium, situé juste au-dessus de la bouche et formant une zone glabre en Y. Le philtrum, barre verticale traversant de haut en bas la lèvre supérieure et formant la base du Y, est surmonté des narines qui s'ouvrent en oblique pour constituer les branches du Y. La peau avoisinante peut recouvrir la zone glabre et oblitérer les narines. Les yeux, placés de part et d'autre de la tête, disposent de trois paupières. Deux d'entre elles ont un mouvement vertical, sont munies de cils et recouvertes de poils à l'extérieur. La troisième, dite paupière nictitante, est située entre le globe oculaire et les deux précédentes et ne recouvre qu'un tiers de la surface de l'œil, dans l'angle interne de l'orbite. Le front est plutôt large, le chanfrein plus ou moins courbé et les joues sont bien remplies. Certaines lapines portent un fanon, formant un bourrelet sous leur menton, qui joue notamment un rôle de réserve graisseuse pour leurs grossesses. Chez les mâles, on observe une légère excroissance de glande et de peau qui borde le menton appelée bouton.
La tête est rattachée au tronc par un cou très court et musclé, et peu perceptible. Ce tronc se caractérise par une ligne dorsale régulière, plus ou moins incurvée, et de largeur homogène sur toute sa longueur, même si le râble présente une masse musculaire un peu plus importante. La région pectorale est ample et ne laisse pas transparaître de saillie sternale. Les épaules sont resserrées et proches du corps. Elles se prolongent par des membres antérieurs courts se terminant par cinq doigts, armés chacun d'une griffe longue et arquée, non rétractile. La voûte plantaire n'est pas munie de coussinet mais est recouverte d'une fourrure particulièrement grossière. Les pattes postérieures sont plus longues et ne portent que quatre doigts, également munis de griffes. Elles sont bien charnues, et surmontées d'une croupe arrondie. À la base de cette dernière, on trouve la queue, de longueur moyenne et généralement plaquée contre le corps de l'animal. Comme les autres membres de la famille des Leporidae, le lapin ne dispose pas de glandes sudoripares. Toutefois, les glandes alvéolaires de type sébacé sont abondantes. Les différentes glandes tégumentaires spécialisées présentes chez le lapin sont les glandes paraproctodéales, qui s'ouvrent dans le rectum, les glandes inguinales, des glandes sébacées qui s'ouvrent dans une invagination en forme de sac, les glandes prépuciales (chez le mâle) et glandes clitoridiennes (chez la femelle), les glandes sous-mandibulaire, localisée en arrière de la lèvre inférieure et qui permettent aux lapins de marquer leur territoire, et la glande pigmentaire, composée d'un amas de glandes sébacées et située à l'extrémité du museau.

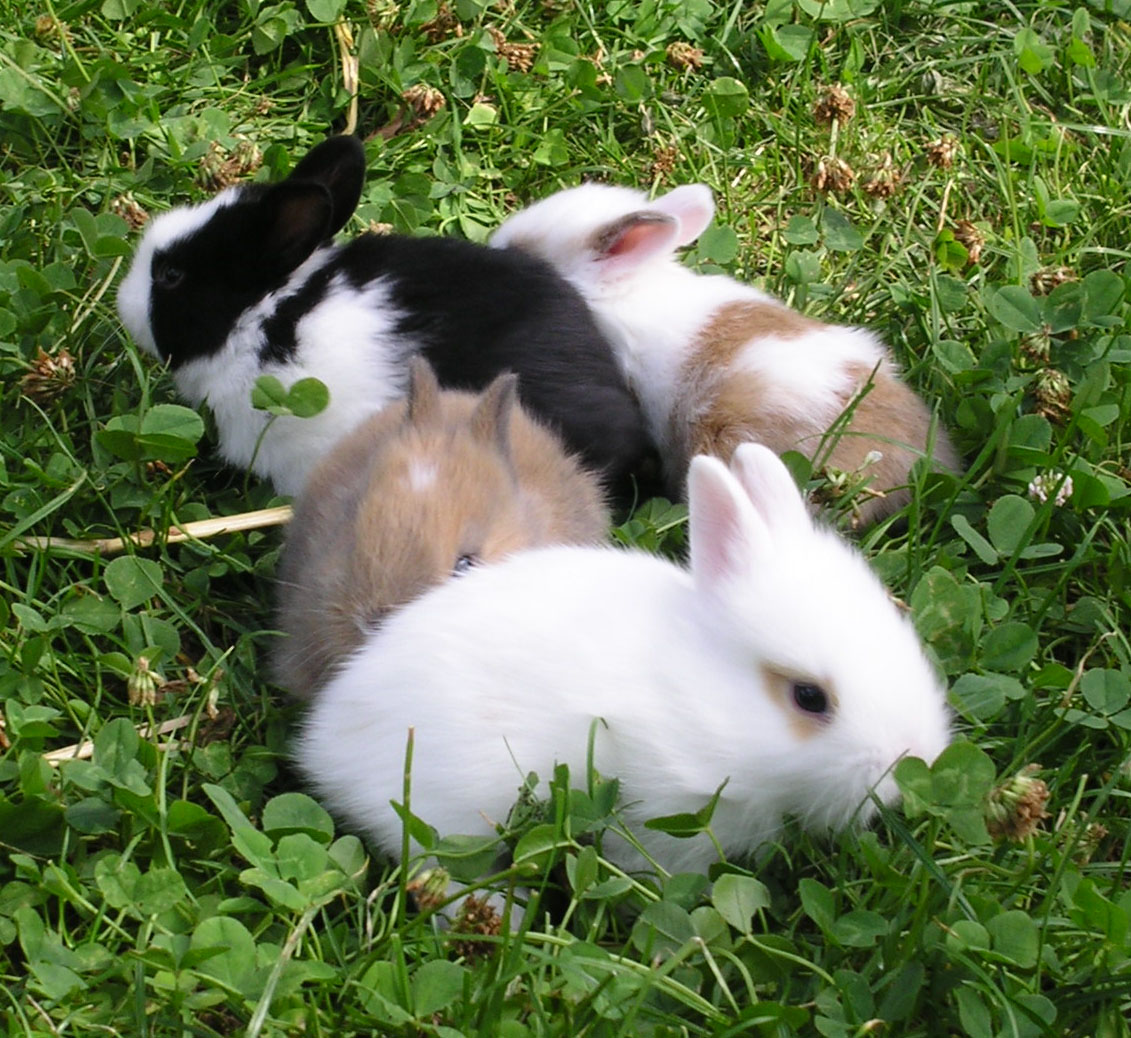
Le pelage du lapin peut revêtir des aspects et des colorations diverses, même au sein d'une portée.

Le lapin porte une fourrure composée de nombreux poils recouvrant toute la surface de son corps. On observe différents types de poils : les poils de couverture sont les plus longs, parmi lesquels on distingue les poils recteurs ou poils de jarre très raides, longs et épais, qui jouent un rôle dans l'orientation du pelage, et les poils tecteurs, plus fins et courts qui ont plutôt un rôle de protection ; le sous-poil ou duvet est lui constitué de poils très fins et très densément implantés, à raison de 30 à 50 sous-poils pour un poil recteur, et a un rôle d'isolateur thermique. Suivant leur race et leur génétique, les lapins prennent des colorations très différentes, tant au niveau de leur teinte (blanc, fauve, noir, gris, bleu et toute une multitude de teintes intermédiaires) que de leur motif (uni, panaché, en mosaïque ou plus ou moins tacheté) ou du modèle de pigmentation des poils (unicolore, argenté, agouti). Certaines races présentent également des poils particuliers comme les animaux angoras qui ont des poils très longs, les rex qui ont au contraire un pelage très court et duveteux ou encore le satin et sa fourrure brillante et soyeuse. La mue a lieu au moins deux fois par an. Elle intervient la première fois à l'âge de 5 à 6 semaines, et pour la seconde fois vers 4 à 5 mois. Une fois que l'animal atteint le stade adulte, elle est surtout liée au changement de saison. La fourrure est en effet plus courte en été qu'en hiver. La mue peut être plus ou moins longue, et plus ou moins fréquente suivant les animaux. Elle peut parfois s'accompagner d'une légère modification de la coloration.

### Dimorphisme sexuel
Excepté le cas des races naines, les mâles et les femelles se distinguent par leur allure générale. Les mâles ont généralement une tête plus large, un thorax plus développé et des membres plus épais présentant une musculature bien apparente, quand les femelles présentent une tête plus fine, un corps plus allongé et une ossature plus légère. Le bassin est toutefois un peu plus large chez ces dernières. Un fanon est parfois visible chez la femelle tandis qu'il est quasi inexistant chez le mâle.

### Squelette
Le lapin, comme tous les mammifères, possède 7 vertèbres cervicales, dont les deux premières, l'atlas et l'axis, jouent un rôle primordial dans la rotation de la tête. La colonne vertébrale se poursuit par 12 vertèbres thoraciques qui portent les 12 paires de côtes, dont seules les 9 premières sont reliées au niveau du sternum tandis que les 3 dernières sont dites « flottantes ». Les vertèbres lombaires sont au nombre de 7, et précèdent le sacrum composé de 4 vertèbres sacrées soudées entre elles. Il porte les os du bassin. Enfin, la colonne se termine par 15 vertèbres coccygiennes, dont les dix dernières forment la queue de l'animal.
Les os des membres antérieurs du lapin comportent une clavicule rudimentaire, un humérus qui a la particularité de posséder un grand orifice au niveau de la fosse coronoïde, un radius et une ulna (l'ancien cubitus) qui sont en contact sans qu'il n'y ait fusion. Dans les membres postérieurs on trouve le tibia et la fibula qui ont fusionné dans leur moitié distale. Le lapin se caractérise par des métatarsiens très développés, conséquence d'une adaptation au saut. Les pattes postérieures n'ont que quatre doigts contre cinq pour les antérieures.
Le squelette du lapin est plutôt fragile, et ne représente que 8 % de la masse total de l'animal. Par contre, les muscles sont bien développés.

### Appareil digestif
Le lapin domestique possède 28 dents, réparties de la manière indiquée sur la formule dentaire. Les incisives sont dites à racine ouverte, ce qui signifie qu'elles poussent durant toute la vie du lapin qui les use en rongeant. Elles ont une forme légèrement courbée, et une table d'usure en biseau. La présence de deux paires d'incisives à la mâchoire supérieure permet de classer le lapin dans l'ordre des lagomorphes et de le différencier des rongeurs. Le lapin n'a pas de canines et ses incisives sont séparées de ses molaires, elles aussi dépourvues de racines, par un espace édenté. Les dents de lait que possèdent les lapereaux (incisives et prémolaires) tombent après environ 18 jours de vie, et sont très rapidement remplacés par les dents définitives.
L'intégralité du tube digestif d'un lapin adulte mesure 4,5 à 5 mètres. Après avoir traversé l'œsophage, les aliments arrivent dans l'estomac qui représente à lui seul 40 % du système digestif du lapin. On peut noter qu'il n'y a jamais de reflux de l'estomac vers la bouche chez le lapin. Dans l'estomac, les aliments sont soumis à un milieu acide, dans lequel la paroi stomacale excrète de l'acide chlorhydrique et de la pepsine, et ils commencent à être dégradés, avant d'être dirigés vers le duodénum, la première partie de l'intestin grêle. Là, les enzymes produites par le pancréas vont continuer à dégrader les aliments et les nutriments vont être absorbés par la paroi de cette première partie de l'intestin grêle, qui se poursuit par le jejunum et l'iléon. Le cæcum du lapin est particulièrement important en taille, puisque c'est ici qu'ont lieu les diverses fermentations qui permettent au lapin de digérer les fibres végétales. Les diverses bactéries présentes dans cet organe produisent au cours de ces fermentations des acides gras qui seront ensuite absorbés par les parois du cæcum et du gros intestin. Il s'agit principalement d'acide acétique, d'acide propionique et d'acide butyrique. Les bactéries cæcales synthétisent également de la thiamine (vitamine B1).

### Appareil reproducteur

#### Mâle
Les testicules du lapin sont de forme ovoïde et se trouvent dans des sacs scrotaux ouverts sur la cavité abdominale, ce qui permet aux mâles de rentrer leurs testicules par l'action du muscle crémaster lors de combats avec d'autres mâles, d'une bagarre avec une femelle ou s'ils sont effrayés. Les testicules gagnent les sacs scrotaux alors que le lapin est âgé de deux mois. Ils sont assez volumineux chez l'adulte et se tuméfient au moment de l'accouplement. À chacun des testicules est accolé un épididyme, qui permet la maturation des spermatozoïdes et leur transport vers le canal déférent. Les canaux déférents permettent d'acheminer les spermatozoïdes vers le canal uro-génital. Celui-ci est bordé de diverses glandes annexes parmi lesquelles on trouve notamment les vésicules séminales bilobées entre le rectum et la vessie, la glande vésiculaire, la prostate, les glandes paraprostatiques et la glande bulbo-urétrale ou glande de Cowper.
Le pénis est dirigé vers l'arrière au repos mais se porte vers l'avant en érection. Il est dépourvu de gland et mesure 3 à 5 cm. Deux glandes préputiales, localisées juste en arrière du pénis, sécrètent une substance odorante qui joue un rôle dans le déclenchement de l'ovulation de la femelle.

#### Femelle
Les ovaires de la lapine sont ovoïdes et mesurent 1 à 1,5 cm. Ils se trouvent dans la cavité abdominale, juste en arrière des reins. Sous chacun d'eux, on trouve le pavillon qui, avec l'ampoule et l'isthme, constituent l'oviducte, long au total de 10 à 16 cm. L'utérus est divisé en deux cornes, chacune mesurant 7 cm de longueur et débouchant sur le vagin par un conduit cervical. Les cornes sont réunies en un seul corps au niveau de leur partie postérieure, mais elles ne communiquent pas entre elles et ont donc deux cols distincts, de 2 cm chacun. Le vagin est long de 6 à 10 cm. L'urètre s'ouvre dans le vagin au niveau du vestibule vaginal, où l'on trouve les glandes de Bartholin et les glandes préputiales. Le clitoris est particulièrement développé et mesure 2 à 3 cm. L'urètre s'ouvre dans le vagin au niveau du vestibule vaginal, où l'on trouve les glandes de Bartholin et les glandes préputiales. Le ligament large, attaché à la colonne vertébrale, soutient l'ensemble de l'appareil reproducteur.
Le nombre de tétines fonctionnelles est variable chez la lapine. Il a notamment été accru par la longue sélection sur la prolificité des animaux. On rencontre sur la partie ventrale deux rangées de 4, 5 voire 6 mamelles. Ainsi, le nombre total de mamelles fonctionnelles peut être pair (8 ou 10 tétines) ou impair (9, ou plus rarement 11 tétines). Chaque tétine est munie de 5 à 6 canaux évacuateurs et dispose d'une glande mammaire séparée. Le cas de lapines possédant 12 tétines a été récemment signalé. Quel que soit leur nombre, on trouve systématiquement une paire de tétines axillaires localisées entre les pattes avant, au niveau des 7e et 8e côtes, et une paire de tétines inguinales situées entre les cuisses. Les variations concernent donc les paires de tétines ventrales, auxquelles les lapereaux ont le plus facilement accès. Le nombre de lapereaux dépend du nombre de mamelles : pour calculer le nombre de lapereaux par portée environ, il faut prendre le nombre de mamelles et ajouter 2, ainsi, nous avons le nombre maximum de lapereaux. Le nombre minimal de lapereaux correspond au nombre de mamelles.

### Appareil circulatoire
Le cœur d'un lapin adulte pèse environ 2,7 à 2,8 g par kg. Il se caractérise par sa valve atrioventriculaire bicuspide, alors qu'elle est tricuspide chez la plupart des mammifères. Le volume sanguin total est assez stable et représente 55 à 57 ml par kg de masse vive, et ce quel que soit l'âge de l'animal. Il augmente au cours de la gestation et de la lactation chez la lapine mais en conservant une proportion stable par rapport la masse vive de l'animal. Un adulte de 3,5 à 4,0 kg présente un débit cardiaque de 500 à 600 ml par minute, à raison de 220 à 240 pulsations cardiaques par minute. Le rythme cardiaque augmente là encore de l'ordre de 20 à 40 % chez la femelle gestante. La caractéristique circulatoire est fermée, double et complète.[réf. nécessaire]

### Perceptions sensorielles

#### Vue

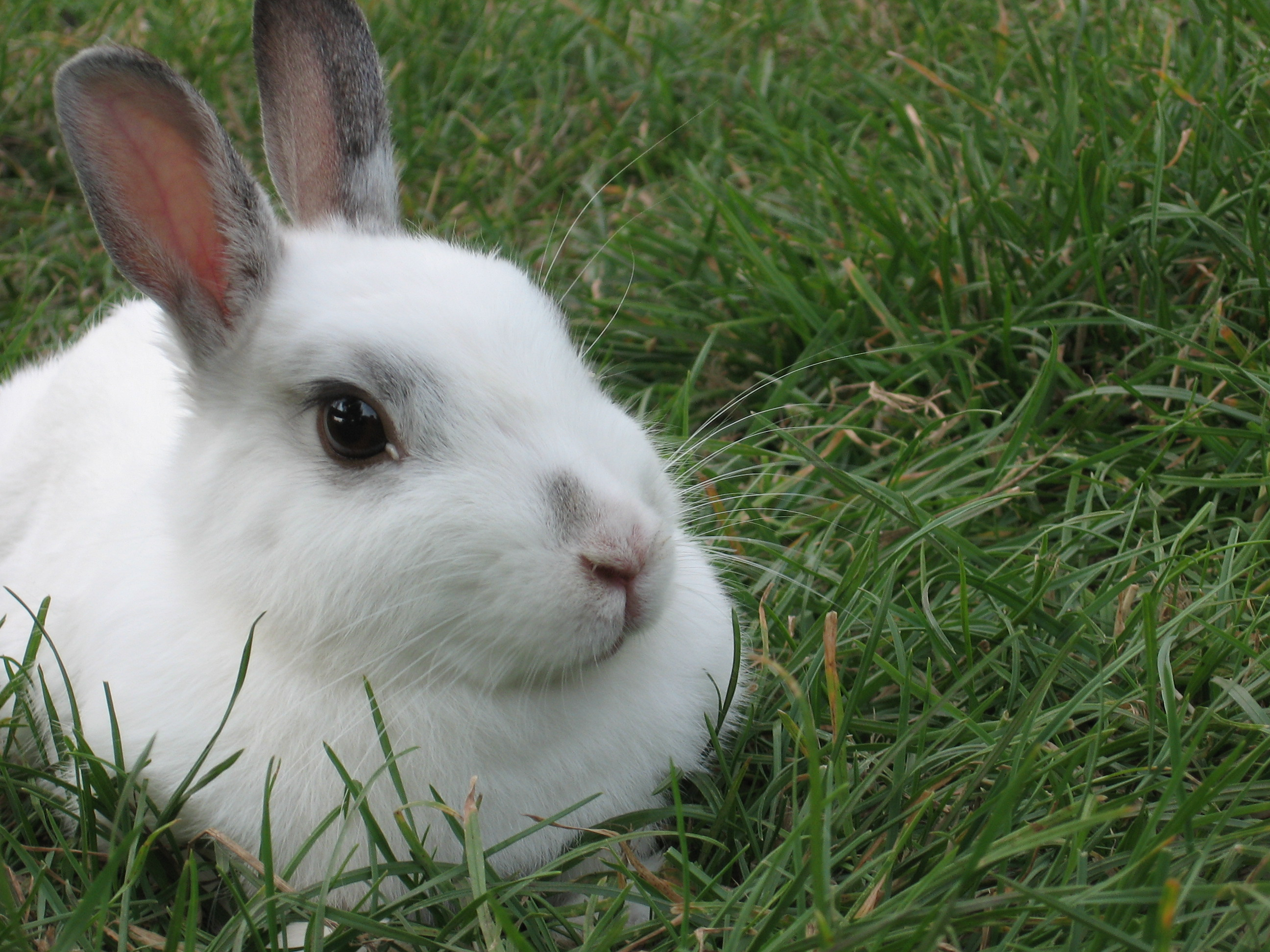
Le lapin voit à 360 ° autour de sa tête.

On considère généralement que chacun des deux yeux du lapin a un champ de vision de 192°, voire plus pour certains auteurs qui estiment que ce champ peut atteindre 240°. Au total, le champ de vision du lapin est de 360°, et la zone de vision binoculaire est de 24° devant lui et de 30° au-dessus de sa tête. En cas d'alerte, le lapin peut accroître cette vision binoculaire à 30° vers l'avant et 8 à 10° vers l'arrière en modifiant la position de ses yeux dans leurs orbites. L'animal ne peut en effet évaluer la distance à laquelle se trouvent les éléments que dans la zone de vision binoculaire. Les oreilles peuvent obstruer la vision des lapins, notamment chez les lapins béliers. Par ailleurs, il existe un angle mort d’une dizaine de centimètres devant le nez. Dans cette zone, les vibrisses permettent de percevoir les éléments placés devant le lapin. Les cellules de la rétine sensibles à la lumière sont peu denses chez le lapin, qui perçoit de ce fait une image floue. Il est donc plus sensible au mouvement qu'à la forme des objets.
Chez tous les mammifères, la rétine est tapissée de cellules sensibles à la lumière : on distingue notamment des cellules en bâtonnet et des cellules en forme de cône. Les premières sont particulièrement représentées chez le lapin, ce qui lui permet de percevoir son environnement avec une très faible quantité de lumière : le lapin voit dans l'obscurité. Les cellules coniques du lapin contiennent deux types de molécules d'opsine, qui ont une absorption maximale de la lumière pour des longueurs d'onde correspondant au bleu pour l'une et au vert pour l'autre. Le lapin perçoit donc particulièrement bien ces couleurs, tandis que les autres couleurs, notamment le rouge et l'orange, sont très mal distinguées.

#### Toucher

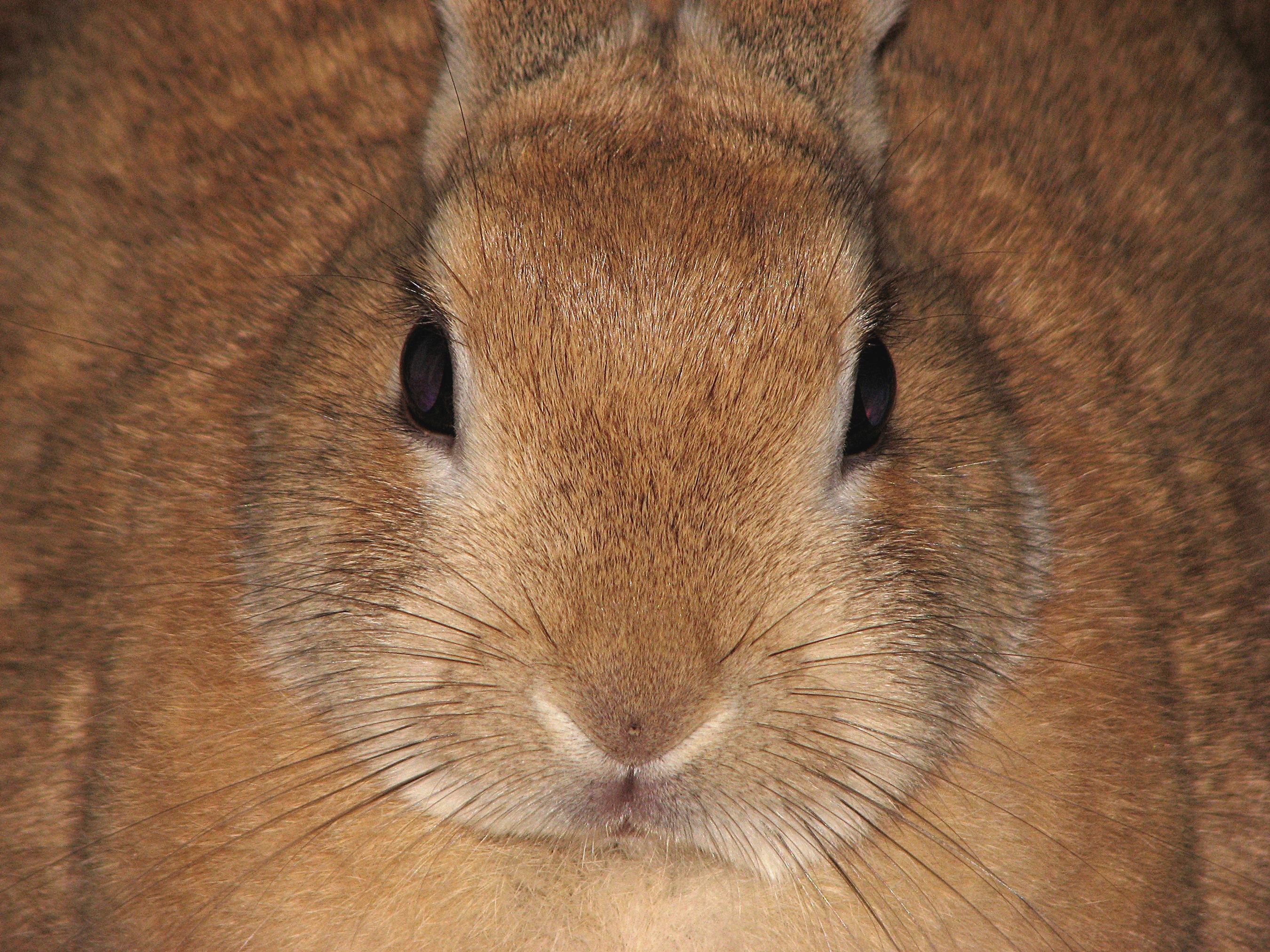
Les vibrisses sont ici bien visibles.

De nombreux poils longs, épais et semi-rigides appelés vibrisses sont présents sur la tête du lapin, notamment sur la lèvre supérieure et la partie antérieure de la joue, mais également au-dessus des yeux et dans la région temporale. Ils ont un rôle essentiel dans la perception du toucher.

#### Goût
La langue du lapin est tapissée d'environ 17 000 cellules gustatives, qui lui permettent de distinguer les quatre saveurs de base : salé, sucré, acide et amer. Il préfère sensiblement les aliments un peu sucrés et un peu amers. Lorsque l'animal n'est pas soumis à un choix, sa consommation alimentaire est indépendante de l'appétence de l'aliment dont il dispose.

#### Ouïe
Le lapin a une bonne sensibilité auditive. Il perçoit les sons entre 360 et 42 000 à 50 000 Hz, alors que l'Homme n'entend qu'entre 20 et 20 000 Hz. Les lapins n'entendent donc pas les sons très graves, mais ils sont sensibles à une très large gamme d'ultrasons. Le lapin a en revanche du mal à localiser avec précision l'origine d'un son : il ne les localise qu'à 20-30° près contre 0,5 à 1° près pour l'homme. Une fois alerté, le lapin peut se dresser sur ses pattes arrière pour mieux voir, et entendre un éventuel danger.

#### Odorat
L’odorat du lapin est assez développé. Il dispose de 50 à 100 millions de récepteurs sur sa muqueuse olfactive (contre 10 millions pour l'homme et 1 à 3 milliards pour le chien). La surface importante de ses cornets naseaux explique ces nombreux récepteurs, mais les maladies comme le coryza ou la rhinite altèrent très fortement les capacités olfactives du lapin. L'odorat est un sens développé dès la naissance du lapereau, il permet à celui-ci de repérer les tétines de sa mère par le biais des phéromones que celles-ci dégagent.

### Génétique
Le lapin possède 22 paires de chromosomes. Le séquençage de son génome est actuellement en cours. Du point de vue génétique, le lapin a été largement étudié au niveau de la coloration de sa robe, ainsi que sur quelques mutations particulières comme celles à l'origine des lapins angoras, rex et albinos.

### Comportement
Le lapin a été domestiqué très récemment en comparaison d'autres espèces, et on peut observer que son comportement demeure très proche de celui du lapin de garenne, même s'il est moins marqué du fait de la captivité.

#### Social

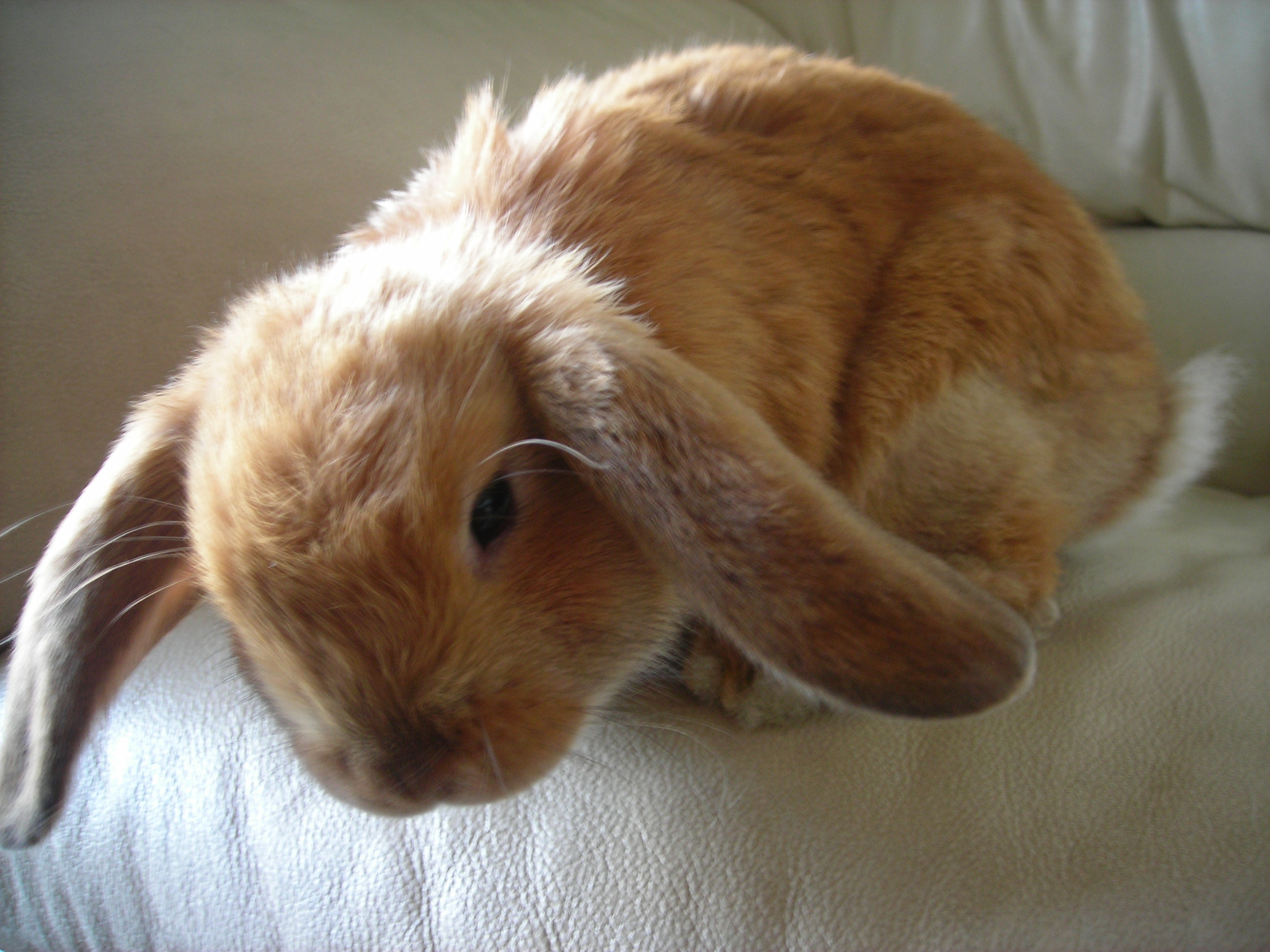
Un lapin bélier de compagnie.

Le lapin est un animal craintif, facilement effrayé si on le surprend. Les contacts répétés avec l'homme permettent de limiter les réactions des lapins vis-à-vis de sa présence. Par exemple, il a été démontré que des lapereaux qui avaient été manipulés avant leur sevrage étaient moins sensibles au stress et présentaient une meilleure croissance. Chez les lapins de compagnie, les contacts répétés entre l'homme et l'animal, notamment si celui-ci y est habitué très jeune, permettent une bonne accoutumance du lapin à la présence humaine.
À l'état sauvage, le lapin est un animal social qui développe une certaine hiérarchie au sein du groupe dans lequel il évolue. On retrouve ce comportement chez le lapin domestique lorsqu'il y a cohabitation entre différents lapins dans un même enclos : des positions de dominant et de dominé sont très rapidement visibles, et se traduisent par une forte agressivité des lapins entre eux et des combats pouvant entraîner des blessures. C'est également un animal très territorial qui marque son territoire grâce à des glandes placées dans trois régions de son corps : les glandes sous-mentonnières situés sous le menton, les glandes anales placées de chaque côté de l'anus et qui permettent de marquer les excréments et les glandes inguinales situées de part et d'autre de l'orifice génital et qui parfument les urines. Les marquages permettent d'identifier un individu étranger (son âge, son sexe), et de détecter si une femelle est disposée à l'accouplement.

#### Locomotion et postures

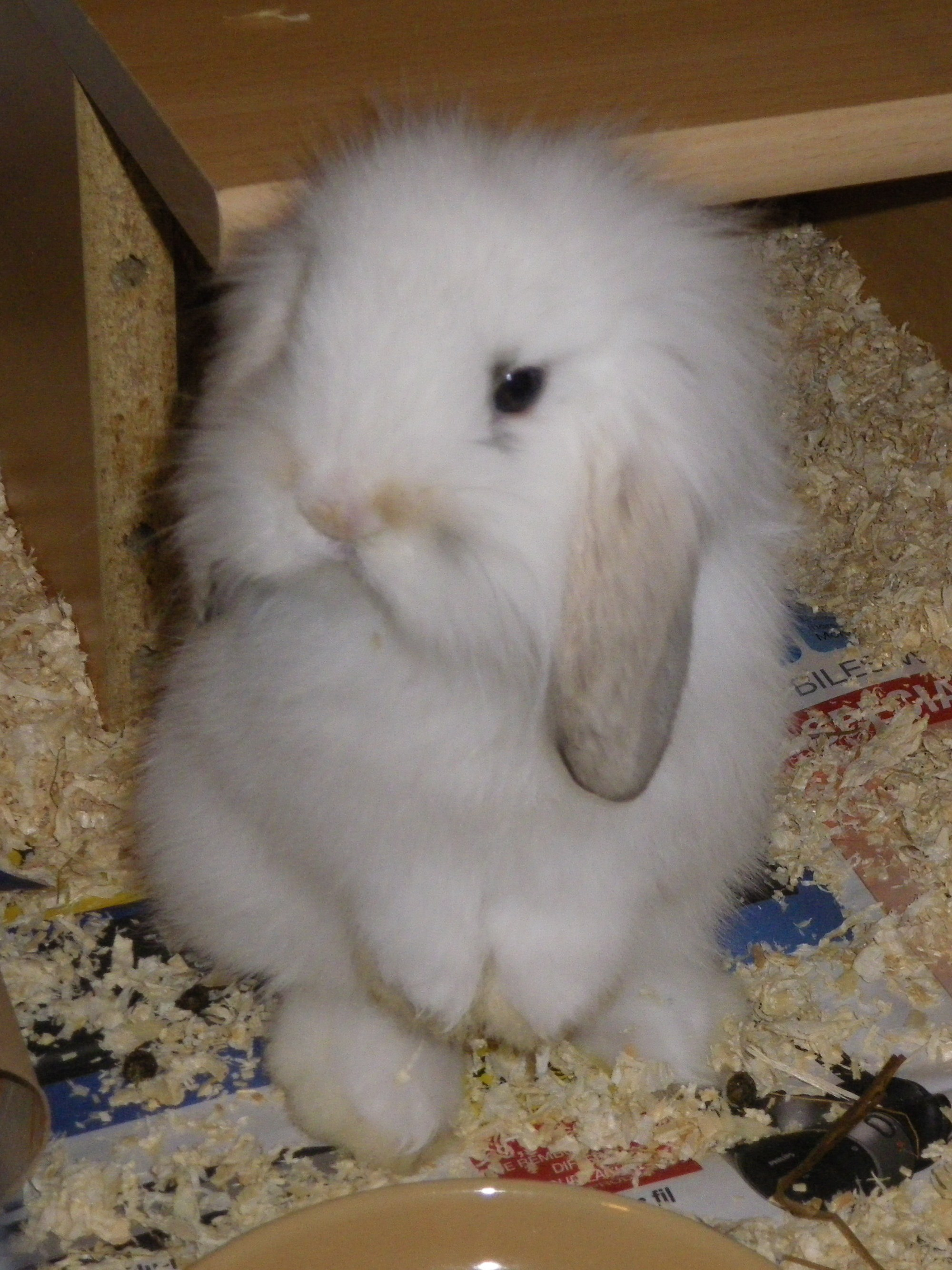
Un lapin bélier se dressant sur ses pattes arrière.

Les pattes arrière du lapin sont deux fois plus grandes que ses pattes avant, il ne peut donc pas marcher, sauf en position de passage forcé sous un obstacle long. Il se déplace par bonds successifs, plus ou moins grands selon son allure, au moyen des muscles puissants dont sont munies ses pattes postérieures. Par contre, lorsqu'il broute, il avance en faisant de tout petits pas d'environ 5 à 8 cm.
Comme son homologue sauvage, le lapin domestique creuse des terriers pour s'abriter et mettre bas s'il se trouve sur un substrat adéquat. Pour creuser, le lapin se sert de ses deux pattes avant simultanément.
Le lapin peut parfois se dresser sur ses pattes arrière quand il est aux aguets, afin d'observer les alentours. Il prend cette position lorsqu'il a entendu un bruit suspect, ou senti quelque chose. Quand il a trop chaud, le lapin s'étale de tout son long, les pattes arrière dépliées vers l'extérieur et non plus pliées sous lui. Autre comportement caractéristique de cet animal, il frappe contre le sol avec une de ses pattes arrière lorsqu'il se sent menacé, prévenant ses congénères d'un éventuel danger de cette manière.

#### Comportement alimentaire

##### Alimentation

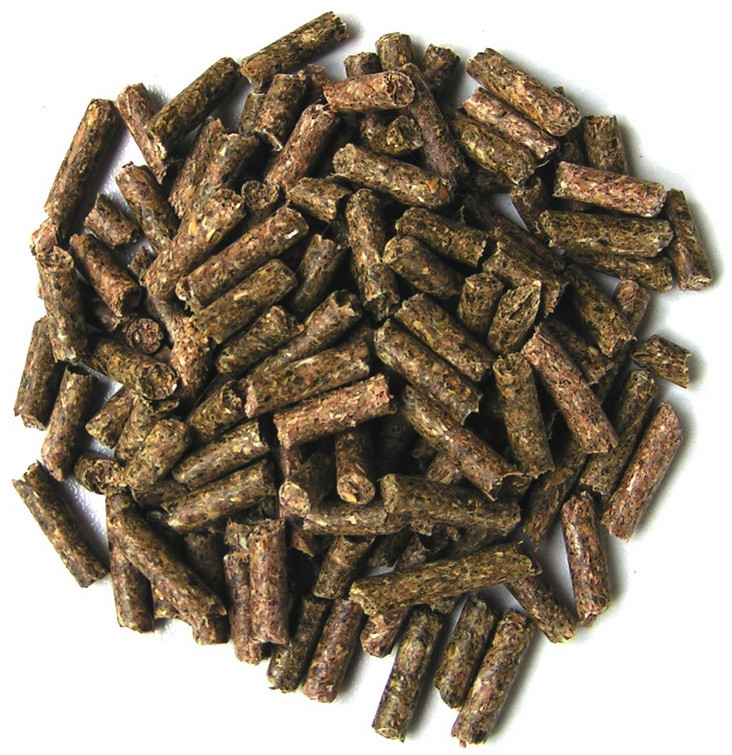
En élevage, les lapins sont principalement nourris avec des granulés.

Le lapereau tète généralement une fois par jour, le rythme de tétées dépendant surtout de la mère qui vient se positionner au-dessus de la portée pour donner aux lapereaux un accès aux tétines. Il commence à consommer l'aliment de sa mère et un peu d'eau à partir de l'âge de trois semaines, lorsque sa mobilité le lui permet.
Après le sevrage, les jeunes effectuent pas moins de 30 à 40 repas solides et liquides par jour, et consacrent 3 heures sur 24 à leur alimentation, contre 2 heures pour un individu plus âgé. La consommation d'eau varie surtout suivant l'alimentation, et un fourrage comportant 70 % d'eau suffit à couvrir les besoins de l'animal. Le régime alimentaire du lapin ne doit pas dépasser 15% de protéines et au moins 10 % de fibres végétales. Si les protéines végétales sont bien valorisées par le lapin, ce n'est pas le cas des fibres. Les fourrages composés de luzerne, trèfle et sainfoin sont plus nourrissants que ceux de paille de blé, d’orge ou d’avoine qui n'ont quasiment aucune valeur nutritive. Les fourrages verts, choux, salade, sont à modérer pour éviter tout risque de météorisme. Les céréales et les granulés sont à éviter, les lapins étant des herbivores strictes. Ses besoins énergétiques s'élèvent à  environ 2 100 kcal/kg de masse vive pour un lapin à l'entretien et atteignent 2 500 kcal/kg pour un animal en lactation, gestation ou croissance,. Le lapin mange deux gros repas le matin et le soir et mange au fur et a mesure de ses faims pendant la journée.
En élevage en batterie, les lapins sont maltraités, l'alimentation des lapins est presque exclusivement composée de granulés fabriqués à partir de diverses céréales, qui permettent d'avoir une très bonne croissance et de contrôler au mieux la qualité sanitaire des produits ingérés par les animaux. Les lapines en consomment 150 à 350 g selon leur stade physiologique, et les lapereaux en engraissement 100 à 120 g. Il faut assurer d'importants apports d'eau, une lapine allaitante pouvant consommer 1 litre d'eau par jour. L'âge d'abattage d'un lapin de chair est de 3 mois.
Toutefois, d'autres systèmes de production proposent une alimentation plus variée. Ainsi, certaines cages déplaçables permettent aux lapins de pâturer l'herbe naturelle à la belle saison. Chez les éleveurs traditionnels, les lapins sont nourris avec du foin, des choux fourragers, des betteraves fourragères, des graines de céréales germées, des tourteaux, des topinambours, des fruits et bien d'autres aliments à disposition des éleveurs.
Mais le lapin, étant un herbivore strict, doit surtout être alimenté d'herbe et/ou de foin à volonté et de plusieurs légumes non toxiques pour eux et sans grands apports en sucre (les carottes, contenant beaucoup trop de sucre pour eux, ne peuvent être données que de temps en temps. Même chose pour les fruits). Tout aliment à base de céréales est à bannir car cela peut provoquer de la fermentation dans l'estomac endommageant ainsi leur système digestif (le pain est donc à bannir, de plus le pain ne lime absolument pas les dents du lapin mais peut cependant leur provoquer des problèmes bucaux /dentaires) 
Attention, le bouton d'or, la digitale, le colchique et le coquelicot sont toxiques pour les lapins.

##### Cæcotrophie

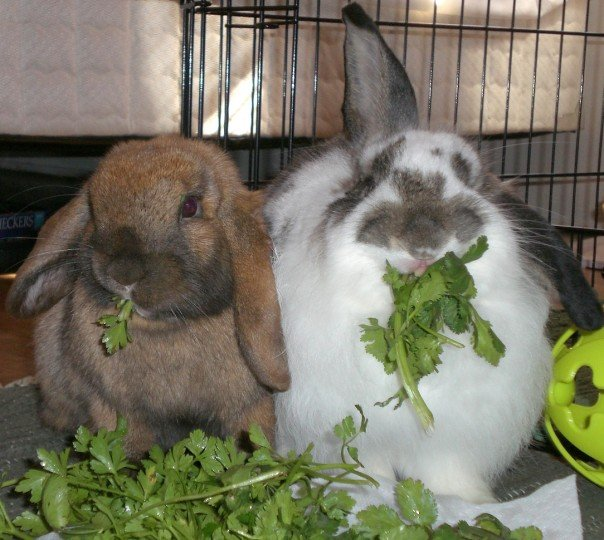
Lapins qui mangent de la verdure.

Le lapin domestique a la particularité de pratiquer la cæcotrophie, c'est-à-dire qu'il réingurgite certaines de ses crottes, les crottes molles. Ce comportement est permis par la variation du fonctionnement du côlon proximal au cours de la journée. Le matin, les boules de contenu cæcal qui rejoignent le côlon sont enrobées d'un mucus produit par les parois coliques. Elles sont évacuées par la suite sous forme de grappes allongées : ce sont les cæcotrophes dites également « crottes molles ». Le restant de la journée, les crottes sont « essorées » dans le côlon lors de contractions de sens alterné qui refoulent les petites particules et la fraction liquide vers le cæcum. Les grosses particules sont évacuées par l'anus et forment les « crottes dures ». Ces dernières s'accumulent dans les litières, tandis que les premières sont récupérées par le lapin dès leur excrétion.
Les cæcotrophes contiennent des bactéries et des résidus alimentaires non dégradés, ainsi que quelques résidus des diverses sécrétions digestives. L'intérêt nutritionnel de leur consommation est essentiellement lié aux nombreuses bactéries qu'elles contiennent. Celles-ci sont en effet riches en protéines, mais surtout en vitamines hydrosolubles (B et C). Dans des conditions d'alimentation normales, la cæcotrophie permet de fournir 15 à 25 % des apports en protéines et la totalité des vitamines B et C à un lapin sain.
Le jeune lapereau commence à développer ce comportement à partir de l'âge de trois semaines, c'est-à-dire quand il se met à consommer des aliments autres que le lait maternel.

#### Reproduction en élevage
Le lapin domestique vit en moyenne entre 5 et 8 ans, avec un maximum de 15 ans.

##### Physiologie
Le mâle atteint la maturité sexuelle vers 140 jours. La lapine est capable d’ovuler entre 14 et 20 semaines. Mais pour commencer, la reproduction, il est préférable d'attendre les 1 an révolu d'une lapine naine, 1 an et demi pour une lapine moyenne et 2 ans pour une lapine géante.
Contrairement à la plupart des mammifères, elle ne présente pas de cycle œstrien régulier. Elle est en chaleur plus ou moins permanente, son « ovulation provoquée » est induite par l'accouplement : elle se produit 10 à 12 heures après la saillie. Lorsque la lapine est en chaleur, l'accouplement a lieu rapidement lorsque la femelle s'immobilise à la suite d'une courte poursuite. Elle soulève alors le train arrière pour faciliter le coït. Si la lapine n'est pas disposée à s'accoupler, elle s'accole aux parois de la cage, ou colle sa queue au sol pour éviter l'accouplement. La saillie est particulièrement rapide : 10 à 15 secondes après la mise en présence du couple, elle dure en moyenne 3 secondes et peut reprendre dans les minutes qui suivent avec 20 accouplements en ½ heure si on les laisse libres. Lors de cet accouplement, divers stimuli sont transmis au cortex cérébral par voie nerveuse à la suite de l'excitation des zones érogènes de la femelle. Le cortex cérébral tient également compte d'autres messages de types hormonaux (taux de stéroïdes) et externes comme les phéromones et les diverses stimulations des sens pour déclencher ou non l'ovulation par le biais d'un message électrique transmis à l'hypothalamus. Celui-ci produit la gonadolibérine (GnRH) qui provoque à son tour la synthèse d'hormone lutéinisante (LH), hormone responsable de l'ovulation, et d'hormone folliculo-stimulante (FSH), qui joue un rôle important dans la maturation des follicules et qui renforce l'action de la première citée. Il arrive parfois que l'ovulation ne soit pas suivie d'une fécondation, lors de chevauchements entre femelles, ou d'accouplements avec des mâles stériles, trop jeunes ou à la semence de mauvaise qualité par exemple. Dans ces cas, un corps jaune se met en place pour une durée de 15 à 19 jours et produit de la progestérone empêchant toute nouvelle ovulation. On parle de pseudogestation.
La fertilité des lapines baisse avec une forte chaleur et augmente avec l’éclairement. Elles continuent parfois à accepter l’accouplement pendant la gestation, la progestérone produite par l'ovaire de la femelle gravide n'étant pas toujours suffisant pour bloquer le comportement d'œstrus. Il n'y a toutefois pas de risque de gestation simultanée (superfétation), contrairement à ce que l’on a pu croire à un moment et à ce qui est observé chez le lièvre.
Les spermatozoïdes déposés à l'entrée des cols franchissent ceux-ci d'eux-mêmes, aidés parfois par les contractions musculaires du vagin. Seuls 10 % d'entre eux parviennent à les franchir. Ils arrivent alors dans l'utérus où leur présence provoque des contractions du myomètre qui permettent leur remontée dans les voies génitales. Leur progression dans l'oviducte est ensuite permise par leur motilité propre, les contractions de l'oviducte et les battements ciliaires des parois de celui-ci. Au cours de leur séjour dans les voies génitales femelles, les spermatozoïdes se retrouvent en contact avec le fluide utérin qui déclenche leur capacitation, dernière étape de leur maturation. Elle permet au gamète mâle de pouvoir adhérer à la membrane vitelline de l'ovule. Celui-ci descend dans l'ampoule sous l'effet des battements ciliaires, et arrête sa course à la jonction isthmo-ampoulaire où il attend d'être fécondé. L'œuf fécondé descend dans la corne utérine, où il s'implante à la suite de la cessation des contractions du myomètre permise par la progestérone produite par le corps jaune. Plusieurs œufs sont fécondés de cette manière et s'implantent dans les cornes utérines de la lapine. Leurs cellules vont se multiplier pour former un embryon qui se développe petit à petit. Une placentation de type hémoendochoriale permet les échanges entre la mère et le fœtus à partir du dixième jour. Avant cela il doit se nourrir des sécrétions des tissus environnant.

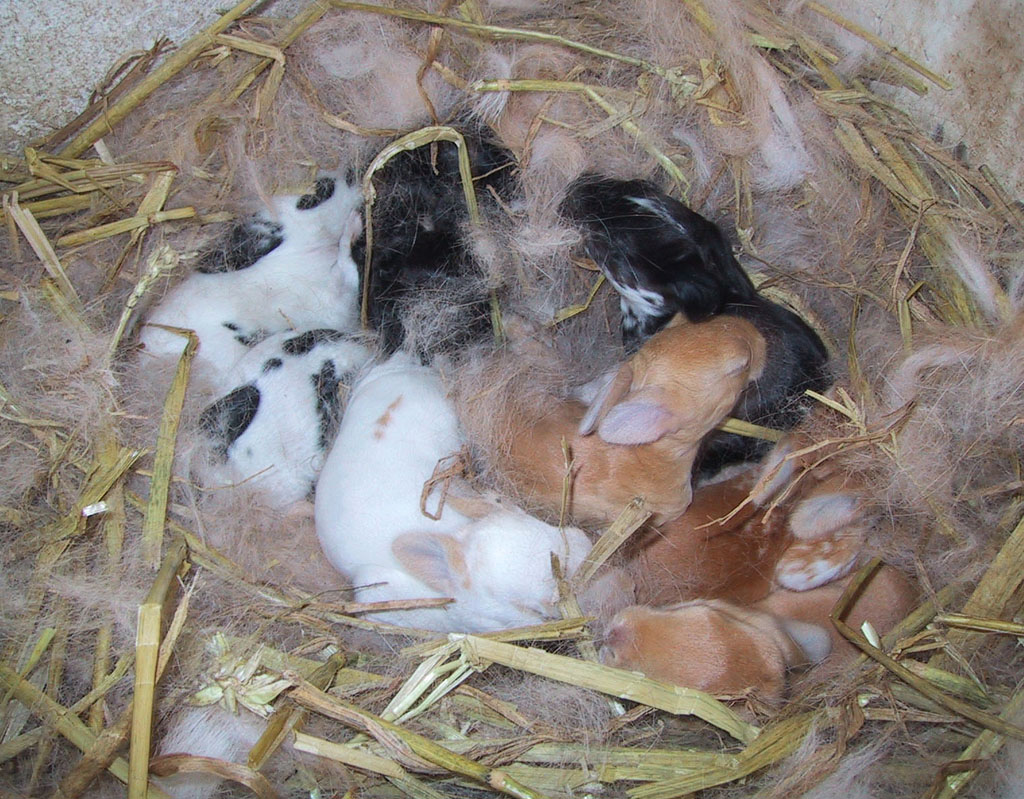
Lapins au nid.

Après une gestation de 28 à 34 jours, la lapine met bas un à vingt lapereaux (entre trois et douze plus généralement). Durant les jours précédant la parturition, elle construit un nid à partir des matériaux solides qu'elle trouve à disposition (paille, copeaux...) et de poils qu'elle arrache sur son ventre et son fanon. La mise bas dure 10 à 20 minutes, mais peut parfois s'étaler sur plusieurs heures. Elle est suivie d'une involution rapide de l'utérus qui perd la moitié de son volume en 48 heures, permettant une remise à la reproduction rapide. Les lapereaux pèsent environ 50 à 55 g à la naissance, avec de fortes variations en fonction de la taille de la portée et des races. Ils sont nus, aveugles (paupières closes et inertes), et plutôt gras - ce qui leur permet de réguler leur température et d’avoir des réserves d’énergie. Le duvet apparaît vers le 3e jour. Leurs yeux s'ouvrent au bout de 10 jours. Il arrive parfois que la lapine mange ses petits, notamment lors d'une première portée. Ce comportement s'explique généralement par un stress, un manque d'eau, une cage trop petite ou des petits touchés trop tôt. Le lait de la lapine est très concentré mais pauvre en lactose. Le lapereau peut rester 48 heures sans téter. Il n’a pas de flore intestinale à la naissance. Les tétées ont lieu une ou deux fois par jour, la femelle se positionnant au-dessus du nid donnant accès aux lapereaux à ses tétines, et elles ne durent que 3 à 4 minutes. La lactation est élevée pendant environ 30 jours mais peut durer facilement 2 mois. Pendant 3 semaines les petits ne boivent que du lait. À partir de 18-20 jours ils commencent à diversifier leur alimentation. Pour les plus grandes races, ils ne mettront que deux mois pour passer de 50 g à 2 500 g (masse d’un lapin moyen).
| Composition moyenne du lait en gramme par kg de lait |             |                |                  |         |                    |
| Eau                                                  | Extrait sec | Matière grasse | Matières azotées | Lactose | Matières minérales |
| 716                                                  | 284         | 133            | 153              | 6       | 24                 |

##### Intervention de l'homme
Aujourd'hui, dans les élevages de grande taille, la reproduction se fait exclusivement par insémination artificielle. Cette méthode, employée depuis longtemps chez bon nombre d'animaux, a mis un certain temps à s'imposer chez le lapin car en temps normal, c'est la présence du mâle qui déclenche l'ovulation de la femelle. Le développement de l'insémination dans les années 1980 a suivi la maîtrise de l'utilisation d'hormones sexuelles, et notamment l’equine chorionic gonadotrophin et la PGF2α, pour induire artificiellement l'ovulation.
L’insémination artificielle a notamment permis la pratique de la conduite en bande dans les élevages. Toutes les lapines mettent donc bas le même jour ou presque, et il est par exemple possible pour l'éleveur d'équilibrer les portées en déplaçant des lapins de nichées trop nombreuses dans d'autres ou la lapine a été moins prolifique, ce qui leur permet d'avoir plus de lait à leur disposition.

#### Cri
Le lapin européen n'est pas, contrairement aux dires populaires, un animal totalement muet. Lorsqu'il se trouve en situation de peur extrême, il pousse un cri très aigu, prouvant sa détresse. On dit alors qu'il couine. Il peut également pousser un cri bref et aigu, quand il glapit. Et enfin, il peut montrer son mécontentement avec un grognement sonore. Celui-ci est un bruit très sourd que les lapins caractériels peuvent émettre lorsqu'ils sont dérangés par quelque chose de leur entourage et ce qui les énerve.
Le lapin a d'autres moyens d'émettre des sons. Ainsi, il grince parfois des dents lorsqu'il souffre mais aussi paradoxalement lors d'un plaisir particulier (lors des caresses par exemple), et peut frapper ses pattes arrière sur le sol, quand il est particulièrement excité et se sent en danger ou est énervé. Enfin, il pousse parfois un bruit sourd pouvant s'apparenter à une sorte de « honk honk », provenant de son gosier, lorsqu'il est heureux d'un évènement.

#### Toilette
Le lapin effectue sa toilette en mouillant ses pattes antérieures avec sa salive, puis en se frottant le tour des yeux, les oreilles, le dessus de la queue puis les pattes arrière. Cette opération lui prend plusieurs minutes par jour. Durant sa toilette, le lapin ingère une grande quantité de poils, notamment en période de mue. Ces poils peuvent former des bouchons appelés trichobézoards qui conduisent parfois à des occlusions intestinales.

## Maladies

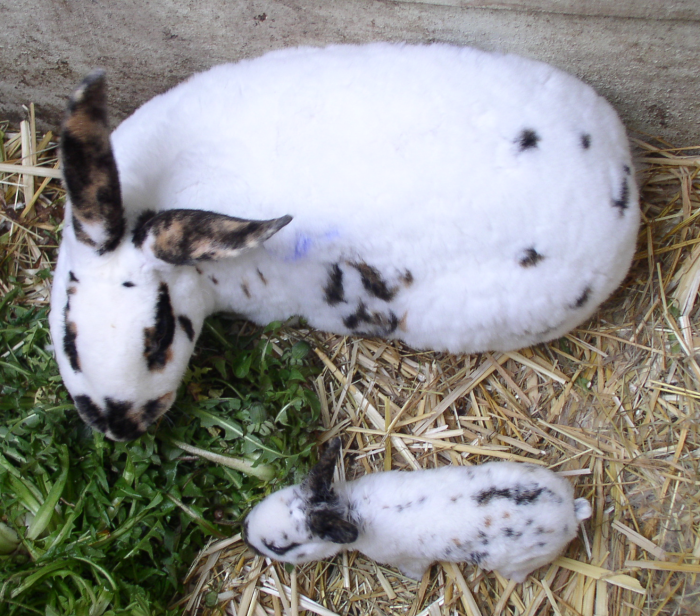
Lapine rex et son petit.

### Maladies infectieuses
Les lapins sont sujets à diverses maladies.

#### Bactérioses
Induites par des bactéries, ce sont, par exemple, 
- des troubles respiratoires, infection polymicrobienne des voies respiratoires qui se traduit par un écoulement nasal.
- la pasteurellose, causée par Pasteurella multocida, plus grave, provoque une septicémie et une pneumonie purulente, généralement mortelle en quelques jours[47].
- des troubles digestifs sont également courants, c'est notamment le cas des entérites liées à des colibacilloses, principalement source de diarrhées et une forte mortalité[48].
- un déséquilibre de la microflore du cæcum pouvant entraîner des intoxications en cas de trop forte concentration en Clostridium perfringens (entérotoxémie). Cette maladie se caractérise par une mort brutale avec un ballonnement rapide et un contenu cæcal liquide[49].
- la salmonellose ou la klebsiellose sont plus rares
- les staphylococcoses, liées notamment à Staphylococcus aureus causent des abcès sous cutanés ou des mammites posant de gros problèmes en élevages.
- la spirochétose cause, elle, des ulcères sur la peau.
- la tuberculose ou la paratuberculose touchent parfois le lapin
- la tularémie, très contagieuse pour l'homme, atteint surtout les lapins de garenne et les lièvres ; les lapins domestiques sont rarement touchés[50]

#### Viroses
Les virus causent de plus gros problèmes pour les éleveurs qui ne s'en prémunissent pas. Par la contagion, ils peuvent rapidement tuer un très grand nombre d'animaux.
- La myxomatose a été introduite en France au milieu du XXe siècle. Elle est très contagieuse et engendre une inflammation des yeux, des paupières et du nez ainsi qu'un gonflement de la tête. Elle se termine par la mort au bout de 5 à 12 jours. C'est une maladie réputée légalement contagieuse qui doit donc être signalée en mairie lorsqu'un cas est diagnostiqué[51].
- Plus récemment, un autre virus a ravagé des populations sauvages non vaccinées : la maladie hémorragique virale (VHD). Cette maladie, découverte en Chine en 1984 puis rapidement étendue au reste du monde, est, elle-aussi, très contagieuse. Elle provoque la mort des animaux atteints avant même que des symptômes aient pu être identifiés. L'autopsie révèle généralement des hémorragies au niveau des poumons. La vaccination est obligatoire pour se prémunir contre ce virus[52].
- En 2020, selon une pré-publication publiée le 19 avril dans BioRxiv : de par la configuration de son ACE2, le lapin semble aussi potentiellement vulnérable au Virus SARS-CoV-2 responsable de la pandémie de COVID-19, ce qui pourrait en faire une espèce modèle intéressante pour la COVID-19[53], mais aussi une espèce réservoir ou vectrice pour le virus.

#### Parasitoses
- les coccidioses sont les principaux troubles parasitaires du lapin. Elles touchent principalement les jeunes après le sevrage et sont causées par diverses espèces de protozoaires du genre Eimeria. Ces parasites se multiplient dans la paroi de l’intestin de leur hôte, et causent la mort des entérocytes à leur sortie[54].
- des protozoaires causent la lambliose, la cryptosporidiose et la toxoplasmose
- des champignons microscopiques causent l'encéphalitozoonose.
- L'appareil digestif du lapin abrite souvent divers nématodes (principalement de la famille des oxyuridae et des trichostrongylidae)[55], des trématodes (grande douve et petite douve) et des cestodes (cœnurose, cysticercose, échinococcose et ténia). les vers sont peu fréquents chez les lapins domestiques car les bonnes conditions d'hygiène empêchent leur développement.
- des parasites externes causent par exemple des maladies de peau. C'est le cas de la gale des oreilles et de la gale du corps et de la tête. Un peu moins fréquemment, on rencontre des cas de teignes, de mycoses (surtout aux pattes) de pododermatites (aux coussinets et talons), de cheyletiellose (ou pseudo-galle) ou de candidose. 

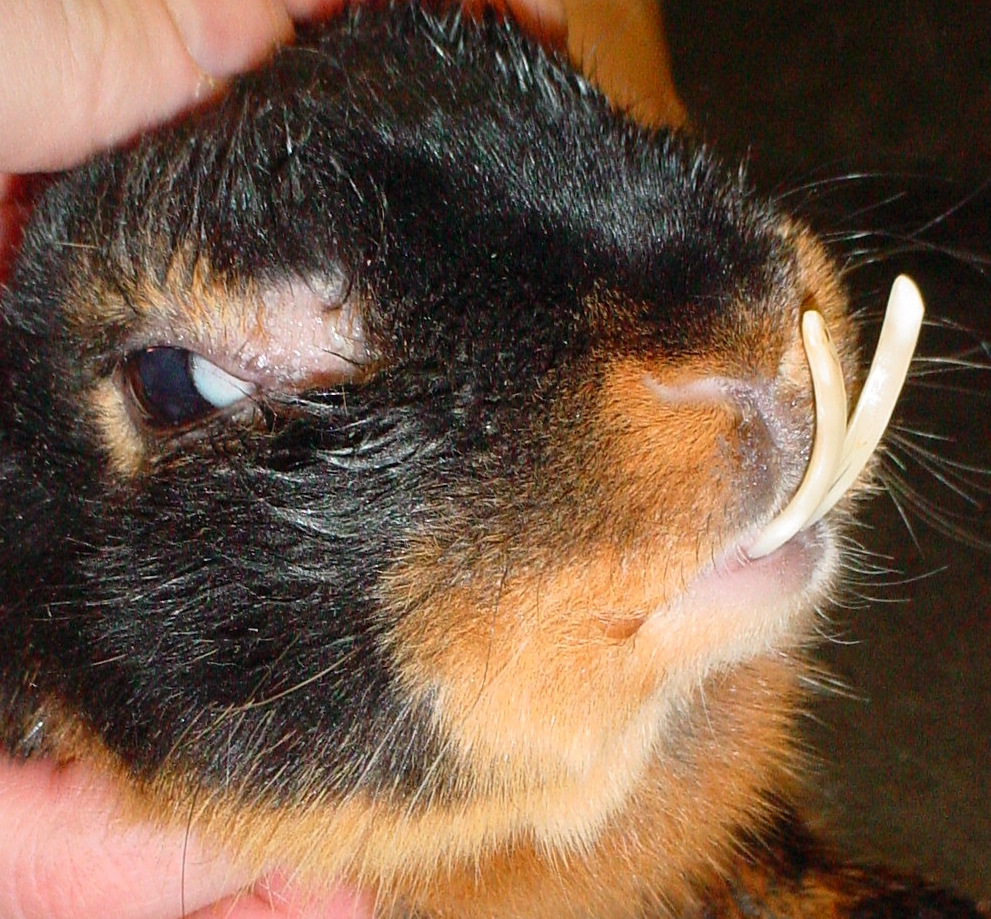
Cas de pousse anormale des dents.

Des insectes tels que les puces ou les myiases peuvent également causer des troubles, ces dernières étant causées par les larves de certaines mouches ou taon[56].

### Autres troubles
L'entéropathie épizootique du lapin, une maladie émergente apparue au début du XXIe siècle, souvent mortelle, se développe dans les élevages. Son agent pathogène est mal connu ; un ballonnement abdominal et une diarrhée aqueuse sont généralement fatale.
D'autres troubles d'origines diverses, parfois liés aux conditions de captivité, sont observés chez les lapins.
- la malocclusion dentaire se caractérise par une pousse anormale des dents, empêchant l'animal de s'alimenter convenablement dû à la pousse continue des dents chez le lapin. Il est fortement conseillé de ne pas couper les dents des lapins, provoquant des traumatismes aux racines dentaires pouvant déboucher sur un abcès. Le limage dentaire sous anesthésie générale est pratiqué par les vétérinaires pratiquant avec des Nouveaux animaux de compagnie[57].

- des maux de pattes et d'escarres plantaires, causés par exemple par des grillages au sol trop fins ou trop humides. Le toilettage du lapin peut conduire à des occlusions intestinales liées à l'ingestion de poils qui forment des pelotes[58].

- des empoisonnements par produits chimiques, pesticides, médicaments humains ou vétérinaires, plantes et de légumes toxiques pour cet animal... ont des conséquences allant d'un simple affaiblissement à la mort de l'animal, en passant par divers problèmes digestifs, respiratoires et/ou neurologiques[59].

## Prédateurs

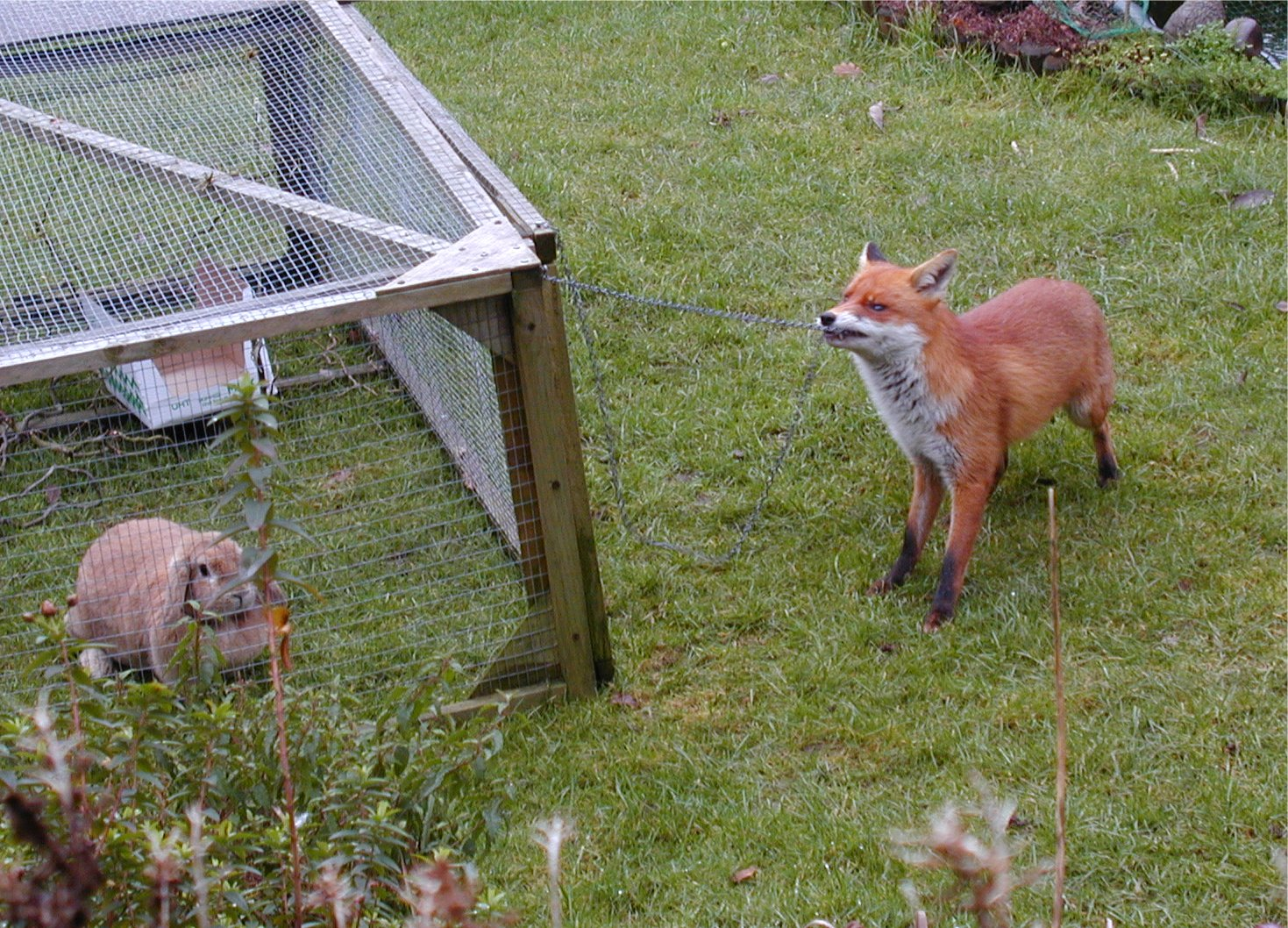
Un renard roux tente d'entrer dans l'enclos d'un lapin urbain.

Le premier prédateur du lapin domestique est bien entendu l'Homme qui l'élève principalement pour se nourrir.
Bien que la captivité protège en théorie les lapins domestiques des agressions extérieures, ces animaux sont aussi des proies attractives pour de nombreux carnivores (chats, chiens, renards, fouines...) qui n'hésitent pas à s'introduire dans les exploitations agricoles et les espaces urbains pour les capturer, sans oublier les rapaces qui s'attaquent aux enclos à ciel ouvert.
Certaines espèces sont ainsi particulièrement astucieuses pour trouver les failles et entrer dans les enclos, n'hésitant pas à creuser des tunnels par-dessous, où le lapin est alors une proie facile.
Élevées à l'extérieur, les lapines domestiques retrouvent parfois le comportement du lapin de garenne et creusent un terrier pour protéger leur progéniture.
Un lapin peut mourir de peur et, sans un abri sûr où se réfugier, il peut trépasser à la seule vue du prédateur.

## Le lapin domestique et l’humain

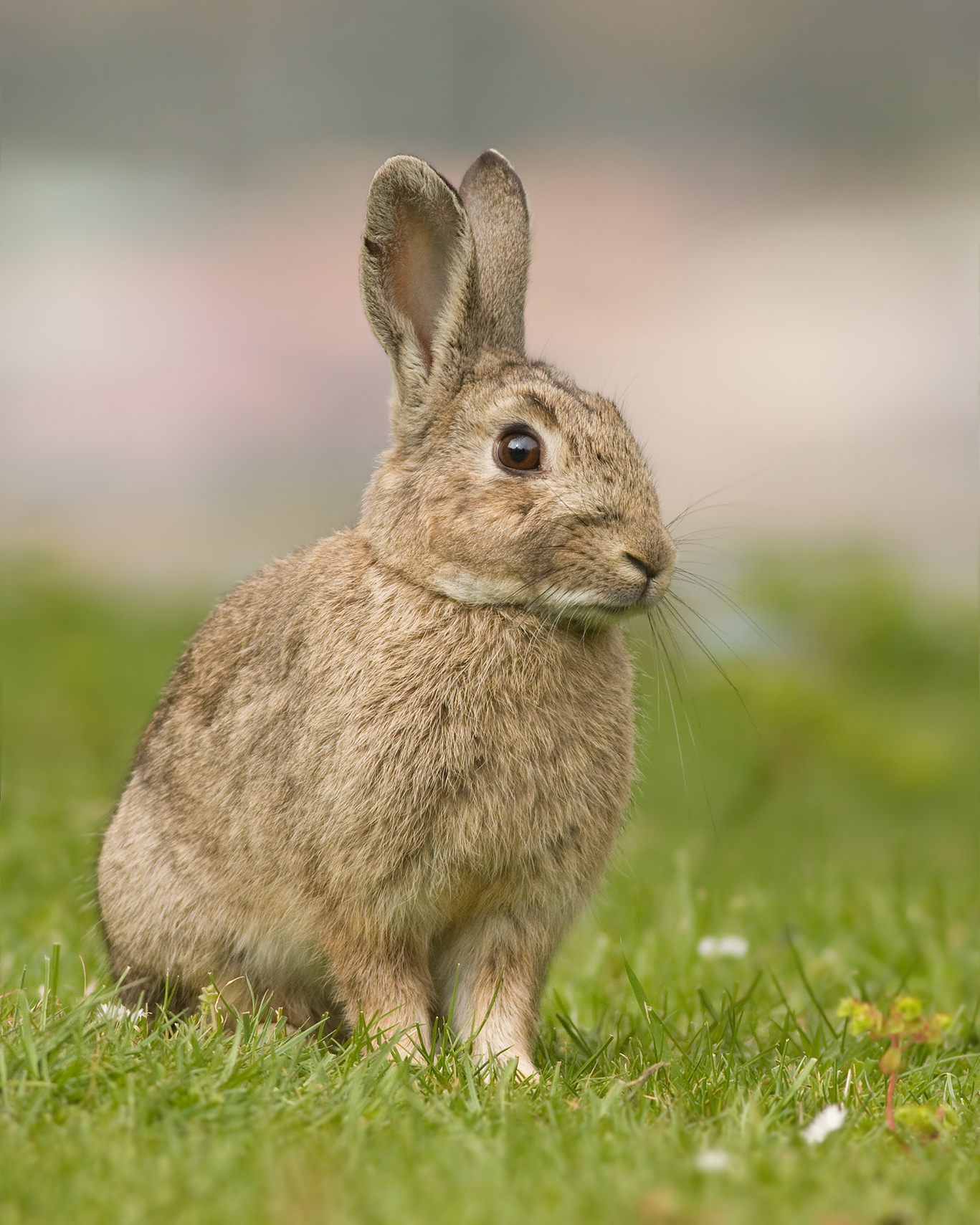
Lapin de garenne.

### Domestication
Le lapin domestique est issu du lapin européen (Oryctolagus cuniculus), animal originaire d'Europe occidentale. C'est le seul animal d'élevage originaire d'Europe. Autrefois très abondant en Espagne, c'est là qu'il est rencontré pour la première fois par les Romains, qui sont initiés par les Ibères à la consommation de laurices. Des leporaria, ancêtres des garennes médiévales, sont alors créés pour garder des lapins à disposition, faciles à chasser, dans de grands espaces clos. C'est Varron (116-27 av. J.-C.) qui nous fournit le premier témoignage écrit de ces pratiques.
Toutefois, le lapin européen devenu « lapin de garenne », n'a été réellement domestiqué que tardivement, au cours du Moyen Âge, par les moines. Ainsi, au VIe siècle, dans son Histoire des Francs, Grégoire de Tours reproche à ceux-ci de consommer des laurices en période de Carême, ce mets étant considéré comme d'« origine aquatique » et donc autorisé. C'est vraisemblablement pour obtenir des laurices plus aisément que les moines ont les premiers eut l'idée de placer les lapines dans des cages.
Les grands principes de l'élevage de lapin sont établis dès le début du XVIIe siècle par des auteurs tels que Olivier de Serres ou Jean Liébault, et resteront inchangés pendant près de quatre siècles. Si les pratiques d'élevage restent similaires, la cuniculture connaît un certain essor au XIXe siècle, et c'est à ce moment qu'apparaissent les premières races modernes et se développe le lapin de clapier supplantant le lapin de garenne forcée. Au XXe siècle, les travaux de recherche menés aux États-Unis puis en France avec l'Institut national de la recherche agronomique (INRA) vont permettre de révolutionner l'élevage, qui va passer dans l'ère de la production de masse avec l'augmentation de la taille de structure et l'adoption de pratiques zootechniques telles que la conduite en bande.
Le lapin domestique vit en moyenne entre 5 et 8 ans, avec un maximum de 15 ans.

### Élevage
Le lapin est généralement élevé pour sa chair, mais aussi pour sa fourrure, sa peau ou ses poils. Plus récemment, il est devenu un animal de compagnie de plus en plus apprécié, et s'est également révélé comme animal de laboratoire. Parfois, les lapins sont même éduqués pour participer à des concours sportifs. Les modes d'élevage sont également variés. Les élevages familiaux traditionnels sont majoritaires en nombre et souvent tournés vers l'autoconsommation, l'élevage est donc peu intensif et souvent de taille modeste. Les élevages rationnels de grande taille élèvent les lapins dans des cages au plancher grillagé, pratiquent la conduite en bande et l'insémination artificielle, et ont un cycle de production court qui leur permet d'être très productifs.

#### Élevage pour la chair

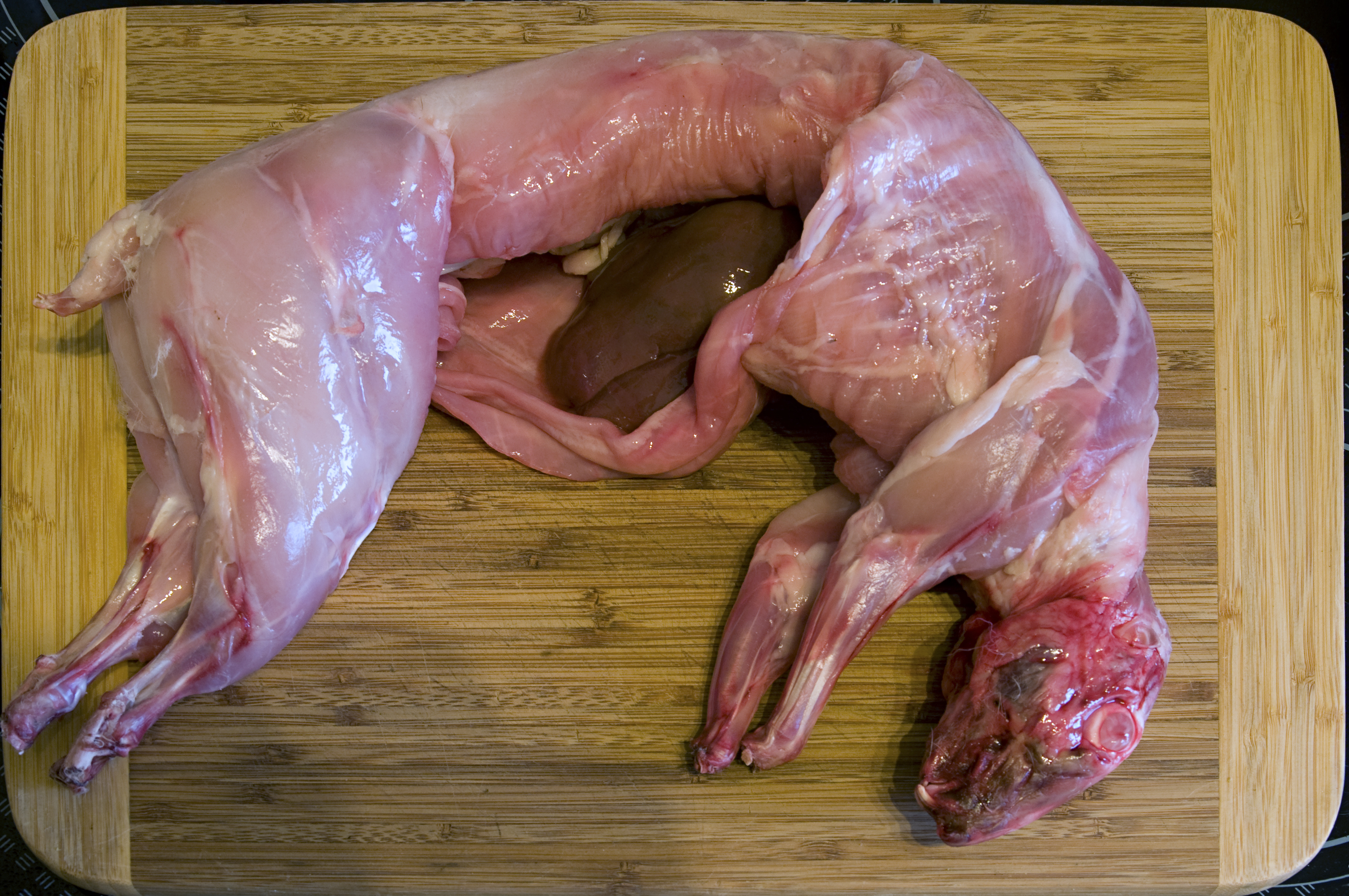
Carcasse de lapin.

L'alimentation humaine constitue la première utilisation du lapin. Les ossements découverts sur des sites d'habitat indiquent que le lapin était la principale source d'alimentation carnée en Provence aux alentours du VIIIe et du VIIe millénaire av. J.-C. L'importance du lapin dans l'alimentation a fortement régressé au cours du mésolithique, puis au bronze moyen et à l'âge du fer au point de presque disparaître. L'intérêt pour la production de viande de lapin est surtout né avec la consommation des laurices à compter de l'époque romaine. Plus tard, le lapin s'est révélé une bonne solution pour obtenir de la viande à disposition des habitants des villes sans nécessiter de surfaces cultivables lors de la révolution industrielle. La viande de lapin présente des caractéristiques intéressantes pour l’alimentation humaine, elle est riche en protéines et pauvres en lipides et en cholestérol. Par ailleurs, elle est bien pourvue en minéraux mais pas en sodium, et apporte des oméga-3.
La production de viande de lapin est modeste comparée à d’autres. Ainsi, en 2008, la production mondiale de viande de lapin est estimée à 1,2 million de tonnes par la FAO, avec une augmentation de 13,5 % depuis 2000. Quatre pays se partagent 72 % de la production mondiale : la Chine (450 000 tonnes), l'Italie (225 000 tonnes), l'Espagne (108 000 tonnes) et la France (80 000 tonnes). L'Union européenne à 27 est la première zone de production avec 515 000 tonnes produites. La viande de lapin ne représente que 1,2 % de la viande produite en Union européenne et 0,66 % de la viande produite dans le monde. La consommation de viande de lapin est limitée à quelques pays tels que la France et ses pays limitrophes, notamment la Belgique, l'Espagne et l'Italie, mais aussi la Chine où cette production s'est beaucoup développée sans que l'on sache comment elle y a été introduite et qui bénéficie au début du XXIe siècle du contre-coup de l'épizootie de peste porcine africaine puisque ces gros consommateurs se rabattent sur la chair de lapin et de chien, moins onéreuses. En Angleterre, la consommation de lapin s'était développée au début du XIXe siècle mais fut très vite abandonnée car son élevage comme animal de compagnie en a fait un interdit alimentaire. Dans la plupart des autres pays, il n'existe pas de culture quant à la préparation de cette viande en cuisine. Même en France où la consommation est l'une des plus fortes avec 1,2 kg de viande consommés par habitant et par an, elle reste modeste. Seuls 45 % des ménages consomment du lapin en 2003, et la plupart en achètent une seule fois par an (8 % en achètent plusieurs fois par an). Cette consommation concerne principalement une population assez âgée. Le lapin est surtout acheté en grande surface sous forme de lapin entier. Les découpes tendent à se développer mais ne représentaient que 26 % des ventes en 2003.

#### Élevage pour la fourrure et les poils

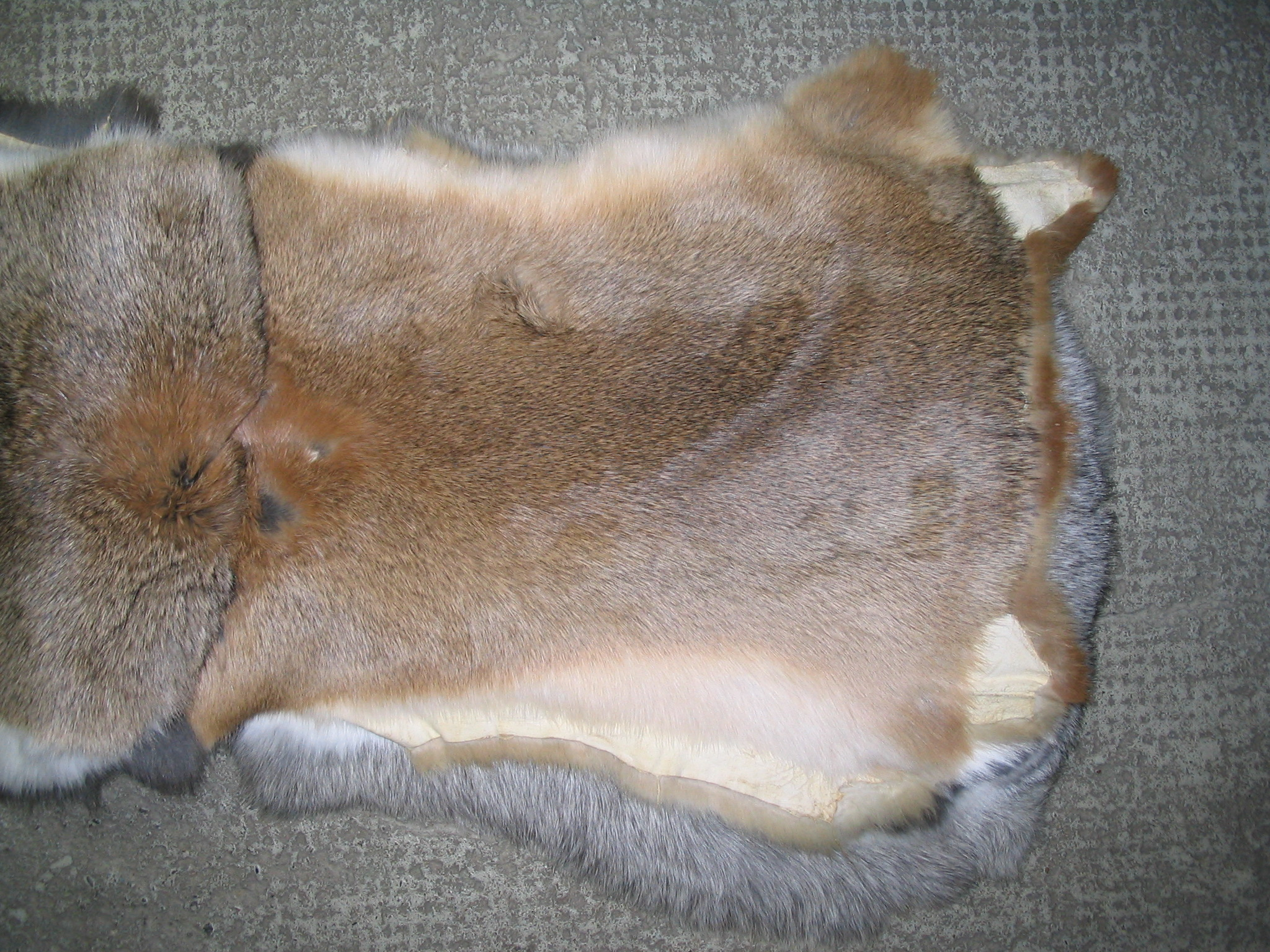
Fourrure de lapin domestique.

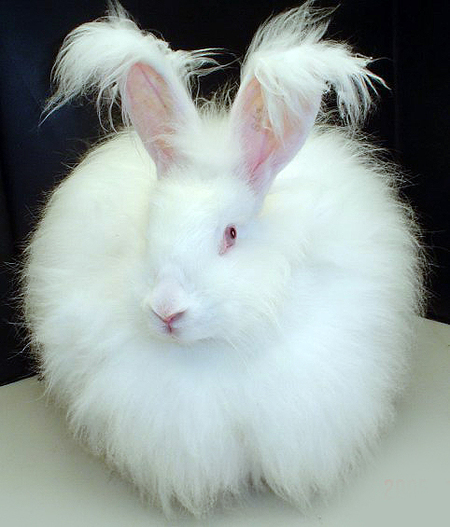
Lapin angora.

L'utilisation de la fourrure du lapin comme produit dérivé de la viande s'est rapidement développée au XIXe siècle. Des marchands passent chez les particuliers pour collecter les peaux qui seront ensuite tannées pour produire un cuir assez souple, ou utilisées par la chapellerie pour faire du feutre. En effet, la chapellerie française consomme au début du XIXe siècle environ 15 millions de peaux par an. Les peaux argentées des lapins riches et les peaux à poil long des lapins angoras sont particulièrement appréciées. La fourrure des lapins angoras n'est plus du tout utilisée aujourd'hui, et on ne récolte plus que ses poils. Dans les années 1970, la valorisation des peaux constitue encore le bénéfice des abattoirs. Les peaux ont alors deux utilisations. Elles peuvent être utilisées dans l'industrie de la pelleterie ; les poils sont alors séparés mécaniquement de la peau, et sont filés puis utilisés pour « diluer » le poil angora, ou pour la conception traditionnelle du feutre. Le cuir est quant à lui utilisé pour fabriquer de la colle ou de l'engrais. Autrement, c'est l'industrie de la pelleterie qui valorisent les peaux en les tannant et en faisant de la fourrure. Aujourd'hui, les peaux ont perdu de leur importance, à l'exception de celles produites dans certains pays d'Europe de l'Est où les fourrures permettent la fabrication de vêtements chauds pour l'hiver rude, et au cas de pays d'Asie du Sud-Est, du Maroc et du Mexique qui voient se développer un petit artisanat autour des peaux de lapin. Au cours du XXe siècle se développent les lapins rex, caractérisés par une mutation génétique qui fait qu'ils ne possèdent que du sous-poil et qu'ils ont donc une fourrure douce et soyeuse. La création d'une souche appelée Orylag par l'INRA a permis la production de cette fourrure à grande échelle et elle est aujourd'hui utilisée pour la confection de produits de luxe.
Le poil des lapins angoras, qui en raison d’une mutation génétique est particulièrement long, est utilisé par l’industrie textile comme une fibre « spéciale », de la même façon que les fibres obtenues à partir des races de chèvres spécialisées (mohair, cachemire) et de certains camélidés (lama, alpaga, vigogne, chameau). Il permet la confection de produits dits « fantaisie » ou « haut de gamme ». Le poil angora est récolté par tonte (comme en Allemagne) ou épilation (comme en France) et la production mondiale s’élève à environ 9 000 tonnes par an. Le principal producteur est la Chine, malgré l'arrivée récente de cette production dans le pays. La chute des prix causée par le développement de l'élevage chinois a engendré une forte diminution des élevages ailleurs dans le monde. Ces poils sont essentiellement transformés au Japon et en Italie, et les produits manufacturés sont écoulés sur les marchés japonais, allemand et américain.

#### Animal de laboratoire

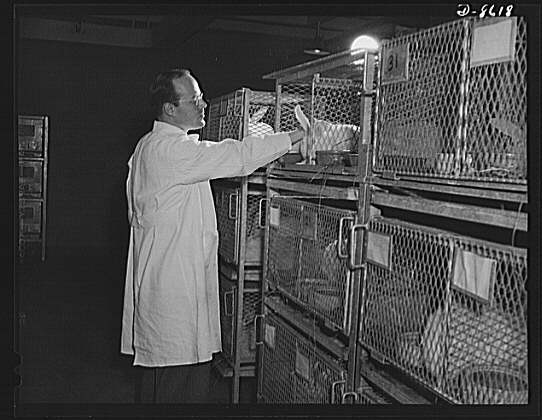
Lapins élevés en cage pour réaliser des expérimentations.

Le lapin intéresse depuis bien longtemps les scientifiques comme modèle animal. Ainsi, dès le XVIIe siècle, des lapins sont utilisés en ophtalmologie, puis comme modèle d’investigation pour les études pharmacologiques de transfert placentaire de médicaments, métabolites et stéroïdes, sa placentation étant similaire à celle de la femme. Cet animal présente notamment les avantages d'être prolifique, de petite taille et de pouvoir être élevé dans des conditions bien maîtrisées, conditions indispensables pour en faire un animal de laboratoire. Sa taille intermédiaire en fait un sujet idéal pour effectuer des manipulations trop délicates sur les souris et les rats. Les trois races préférentiellement utilisées par les scientifiques sont le néo-zélandais, le hollandais et le bélier. Du fait de sa bonne réponse immunologique, il peut permettre la production d'anticorps spécifiques. C'est aussi un bon substrat pour la toxicologie, car le lapin a une gestation courte est suffisamment grand pour que les irritations soient bien visibles et que l'on puisse étudier les fœtus. De plus, il est très sensible aux agents tératogènes et a une réponse proche de celle de l'homme. Il est utilisé pour divers tests dermatologiques. Il est également utilisé actuellement dans les domaines cardiovasculaires, ostéo-articulaires et respiratoires, ainsi qu'en oncologie et diabétologie. C'est un modèle approprié pour étudier l'hypertension et l'athérosclérose car son métabolisme lipidique est plus proche de l'homme que celui de la souris. Il est adéquat pour étudier l'arthrose et pour valider les nouvelles technologies d’imagerie ostéo-articulaire. L'étude des papillomavirus s'appuie souvent sur des observations sur les lapins. La lapine a également longtemps été utilisée comme diagnostic précoce de grossesse chez la femme. En effet, les hormones particulières à la femme enceinte et présente dans ses urines (des dérivés de la progestérone) provoquent la reprise d'activité de l'ovaire de la lapine qui se les voit injecter par intraveineuse.
Un lapin a été pour la première fois cloné à partir de cellules adultes en 2002, performance réitérée à plusieurs reprises. Les diverses mutations que l'on rencontre chez certaines souches offrent des opportunités pour réaliser des études génétiques. Par ailleurs, on considère généralement que le lapin est plus représentatif des mammifères que la souris pour étudier le développement embryonnaire précoce, et notamment la période d'activation transcriptionnelle du génome et la gastrulation. La transgénèse a permis la production de molécules pharmaceutiques complexes dans le lait de lapin. Cet animal, par sa taille intermédiaire, permet la production de protéines recombinantes en quantité raisonnable et à faible coût. Enfin, sa domestication tardive en fait une espèce idéale pour étudier le processus de domestication et les processus génétiques associés.
Dans le monde, ce sont environ 1,5 million de lapins qui sont utilisés comme animaux de laboratoire en 1995, ce qui reste une valeur modeste en comparaison de ceux d'autres animaux utilisés pour les mêmes fins. Les pays les plus concernés sont l'Allemagne et les États-Unis qui élèvent chacun 300 000 lapins de laboratoire. On peut d'ailleurs noter qu'aux États-Unis, un élevage à vocation commerciale sur quatre est destiné à la production de lapins pour des laboratoires. Le Japon, et dans une moindre mesure les autres pays d'Europe de l'Ouest, le Canada ainsi que la Chine et la Corée du Sud utilisent également des lapins comme modèles d'expérimentations. L'opinion publique n'approuve pas toujours ces expérimentations, et des mouvements se développent pour s'y opposer au Royaume-Uni et aux États-Unis, comme le Human against rabbit exploitation (HARE).

#### Animal de compagnie

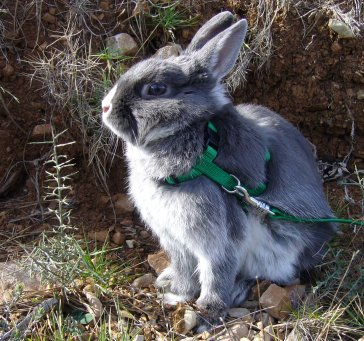
Lapin nain de neuf mois tenu en laisse.

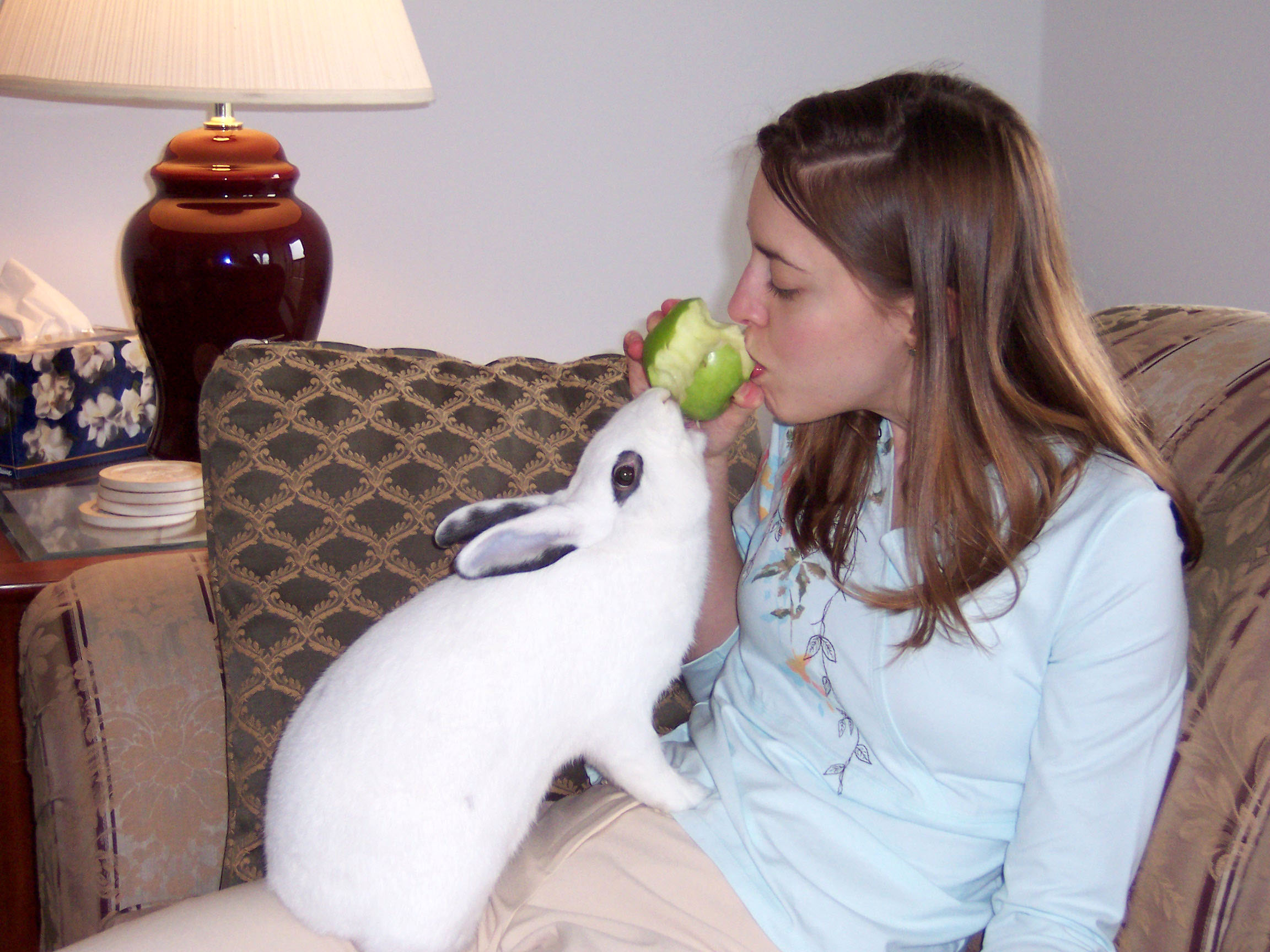
Le lapin est un animal de compagnie apprécié.

Le lapin est un animal de compagnie depuis déjà plusieurs siècles. Ainsi, dès la Renaissance, ils sont employés dans ce rôle ; un os de lapin dépourvu de traces de découpe datant du Ier siècle et retrouvé en Grande-Bretagne laisse penser qu'il a déjà pu être parfois utilisé comme tel à l'époque romaine. C'est un animal facile à apprivoiser et les divers coloris que peut prendre sa robe attirent déjà la curiosité à l'époque. Le lapin est un animal de compagnie de plus en plus commun, notamment avec le développement des races naines. Il fait partie des « nouveaux animaux de compagnie » (NAC) et est certainement le plus populaire et le plus répandu d'entre eux. Si n'importe quel lapin domestique peut devenir un lapin de compagnie, les races naines sont les plus courantes dans les foyers. Ainsi, on estime que 3,7 % des foyers français possèdent un lapin nain en 2009. L'élevage du lapin comme animal de compagnie a diverses conséquences sur les pratiques d'élevage. Ainsi, il n'est pas rare de stériliser les lapins domestiques, pour diminuer leur agressivité ou éviter les portées trop nombreuses que procurerait un couple, et pour éviter les cancer de l'utérus chez la femelle.
Le lapin possède différentes qualités qui lui valent ce succès. En effet, il est facile à apprivoiser et devient très affectueux si l'on s'en occupe correctement. Contrairement aux idées reçues, les lapins ont besoin d'espace pour s'épanouir et lui éviter des problèmes de comportement, une petite cage ne leur suffit pas, c'est comme si on vivait dans nos toilettes. Certaines personnes possédant un lapin de compagnie laissent leur lapin en totale liberté, car il est possible d'apprendre au lapin d'aller à la litière pour y faire ses besoins (les lapins sont des animaux très propres), et les lapins ne rongent rien, s'ils rongent c'est qu'ils ne sont pas éduqués ou très stressés et frustrés.
Le développement du lapin comme animal de compagnie peut engendrer un refus de consommation de la part de certaines personnes, et a donc un impact négatif sur la consommation de viande de lapin, et par là sur la production de viande.

#### Concours et expositions

##### Concours raciaux

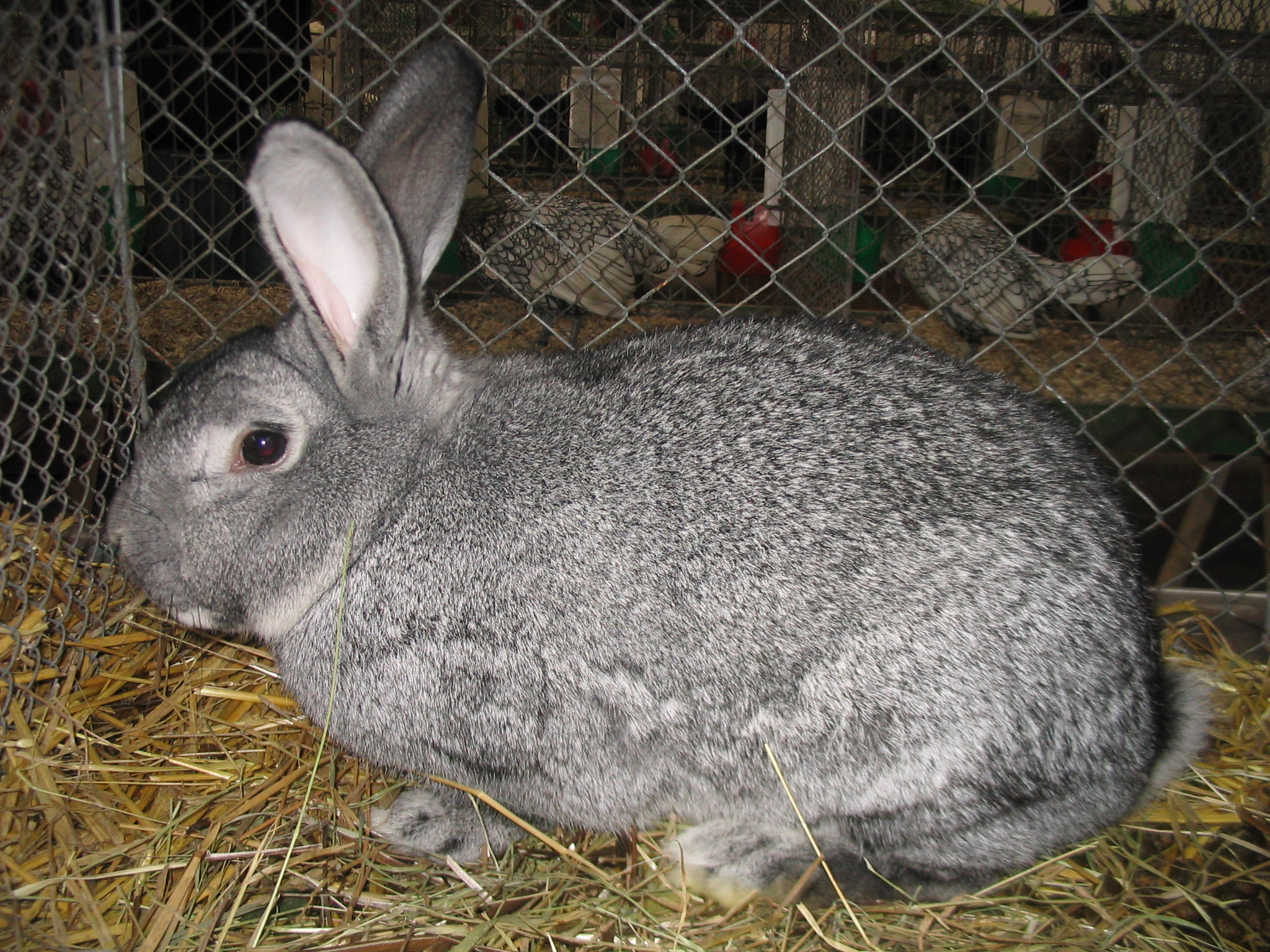
Lapin chinchilla à une exposition.

Les premiers concours dans lesquels apparaissent des races de lapins se tiennent en Europe occidentale et aux États-Unis au XIXe siècle. On peut noter que certaines races ou certaines couleurs de robe ont été spécifiquement sélectionnées pour de telles manifestations. Les standards très stricts que doivent respecter les animaux pour justifier de leur appartenance à la race qu'ils représentent contribuent à la sélection des animaux sur des critères physiques plus que sur des performances zootechniques. Il n'y a pas de véritable pedigree pour les lapins de race. Les concours sont donc ouverts à tous les animaux, mais la notation des juges sur les standards de la race permet de donner l'avantage aux animaux de race pure. Les éleveurs se regroupent dans des clubs locaux, parfois voués à une race en particulier. Les expositions avicoles, auxquels les lapins participent, sont aujourd'hui courantes en Europe occidentale et en Amérique du Nord. Aux États-Unis et au Canada, ces concours et expositions sont gérés par l'American Rabbit Breeders' Association (ARBA). La principale manifestation annuelle qu'elle organise sur le plan national rassemble pas moins de 25 000 lapins venus de tout le pays. En France, c'est la Fédération française de cuniculiculture qui parraine ces expositions, rassemble les éleveurs et intervient dans la sélection et la sauvegarde des diverses races.
Si la production de viande n'est pas la préoccupation principale de ces éleveurs, elle accompagne irrémédiablement cette activité du fait de l'abattage des lapins non retenus comme reproducteurs pour la consommation personnelle ou pour la vente. Cette production est loin d'être négligeable, et est même la principale source de viande de lapin aux États-Unis et en Allemagne où elle représente respectivement 60 % et 50 % de la production. On estime que cette production est comprise entre 100 000 et 200 000 tonnes de viande par an. Ces éleveurs de loisir représentent par ailleurs un marché important par le biais des diverses revues qui leur sont destinées et les divers concours et foires organisés pour les rassembler. Enfin, les éleveurs de loisir permettent la sauvegarde de nombreuses races de lapins, et donc d'une vaste variabilité génétique gage des progrès futurs de la sélection, tandis que les élevages de rente n'utilisent que quelques races.
On estime en 1995 que 1 à 1,5 million d'éleveurs sont concernés par cette activité dans le monde. Cette activité de loisir connaît un succès particulièrement important en Allemagne et aux États-Unis, où l'on compte 200 000 éleveurs dans chacun de ces pays. Les autres pays de l'Europe germanique sont également tournés vers ce loisir (Autriche et Suisse), ainsi que leurs voisins (Est de la France, Belgique, Pays-Bas, Italie du Nord, République tchèque, Slovaquie, Pologne, Danemark). Il est également implanté avec des effectifs moindres au Royaume-Uni et au Canada.

##### Concours de saut

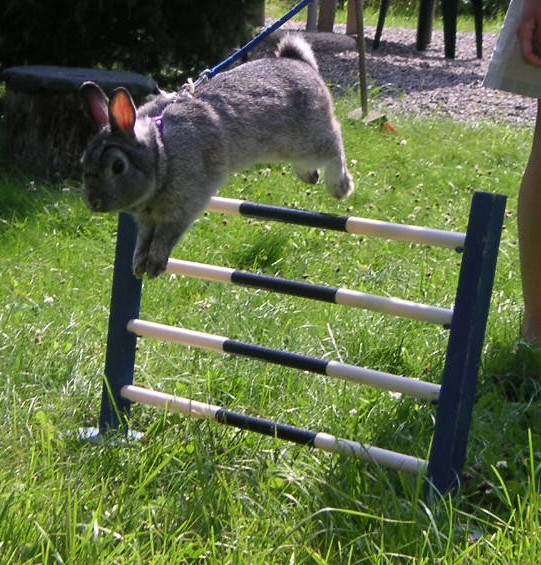
Lapin à un concours de saut.

Les concours de saut d'obstacles pour lapins (kaninhop) sont apparus en Suède dans les années 1970, avant de se développer à l'ensemble de la Scandinavie, puis à l'Allemagne, au Royaume-Uni et aux États-Unis. Les premières règles étaient très inspirées des compétitions de saut d'obstacles pour chevaux, mais des règles plus adaptées ont par la suite été conçues au fur et à mesure du développement de ce loisir. La première fédération nationale est créée en Suède en 1995. Des compétitions locales et nationales dans les différents pays où cette pratique se sont développées et permettent aux entraîneurs de gagner des prix mis en jeu par divers groupes comme l’U.S. Rabbit Agility Association, Rabbithopping-USA, l’American Association of Sporting Events for Rabbits ou le 4-H Club.
Les records de saut sont détenus par des lapins danois : 3 mètres en longueur et 99,5 cm en hauteur.

#### Autres utilisations
Les déjections produites par les lapins élevés pour la viande ou les poils sont particulièrement riches en éléments fertilisants que sont l'azote, le phosphore et le potassium. Au Royaume-Uni au XIXe siècle, la commercialisation de ce fumier était une source de revenus au même titre que la viande et la fourrure pour les élevages. Aujourd'hui, la trop forte pression de l'élevage dans les zones concernées par la production de lapin et les problèmes de fertilisation associés font de ces matières fertilisantes une source de problèmes plus que de richesse dans les pays développés. Toutefois, elles restent un moyen de fertilisation important en Afrique. Les déjections de lapins sont aussi utilisées pour nourrir les poissons de piscicultures. Cette pratique a été signalée en Chine, en Malaisie et au Cameroun.

### Lapin domestique dans la culture

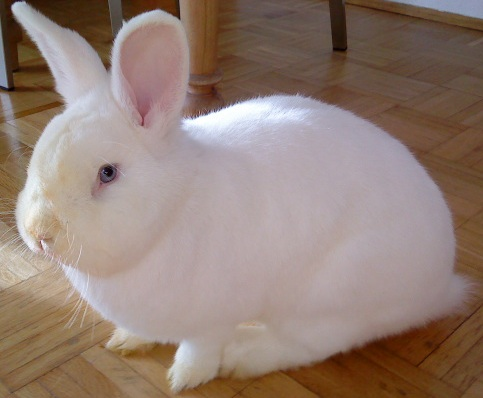
Lapin blanc.

#### Mythes et légendes
Le lapin, omniprésent à l'état sauvage puis domestique, est de facto un animal qui « hante toutes nos mythologies, nos croyances, nos folklores », sans que l'on puisse savoir de quelle espèce il est question, et encore moins si l'on parle de lapin domestique ou sauvage. Il est même confondu avec le lièvre, en raison de mœurs et de morphologie similaires entre ces deux espèces.
Le lapin peut faire partie des douze animaux du zodiaque chinois, en remplacement du lièvre ou du chat. Il est étroitement lié à la lune, en partie « parce qu'il dort le jour et gambade la nuit » et diverses légendes le relient à cet astre, en particulier chez les Aztèques et les Japonais. C'est aussi un symbole de fertilité, comme le prouve le lapin de Pâques qui apporte les œufs dans les pays germaniques et anglo-saxons. Selon Hélène Renard dans son Dictionnaire des rêves, la symbolique du lapin est clairement associée à la fécondité et les rêves de lapins sont très souvent présents chez les femmes issues d'une famille nombreuse ou ayant eu de nombreux enfants (plus de six).

#### Superstitions

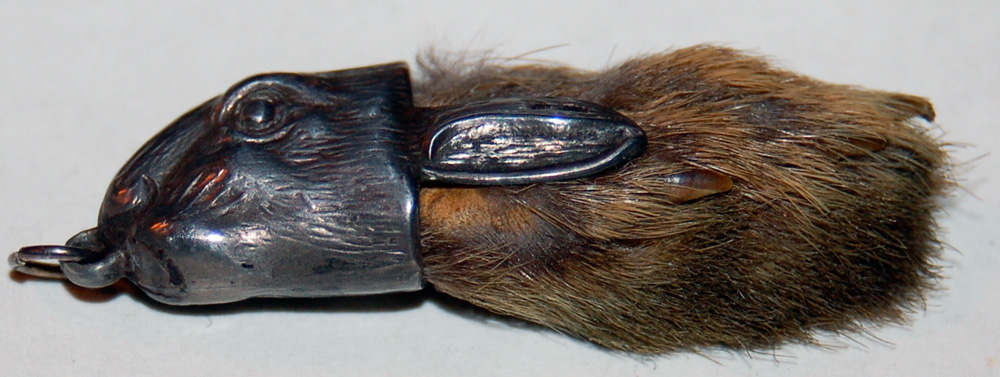
Patte de lapin de l'époque victorienne.

Le lapin est l'objet de nombreuses superstitions. Si les pattes de lapin sont censées porter chance, ces lagomorphes sont considérés comme attirant la poisse dans la mythologie maritime, il s'agit là du tabou le plus connu chez les marins. De ce fait, les lapins sont bannis physiquement de tout bateau, mais aussi mentalement, le mot « lapin » ne devant pas être prononcé (il est habituellement remplacé par l'expression « la bête aux grandes oreilles »). Une explication serait issue du temps de la marine à voile, où les animaux (vraisemblablement des lapins domestiques) étaient embarqués vivants : le lapin aurait causé de nombreux naufrages en rongeant les cordages ou la coque des bateaux,. Une autre évoque la symbolique sexuelle du lapin.
La consommation du lapin est soumise à des traditions et tabous culinaires. Certaines religions l'interdisent comme la religion juive.

#### Fiction et culture enfantine

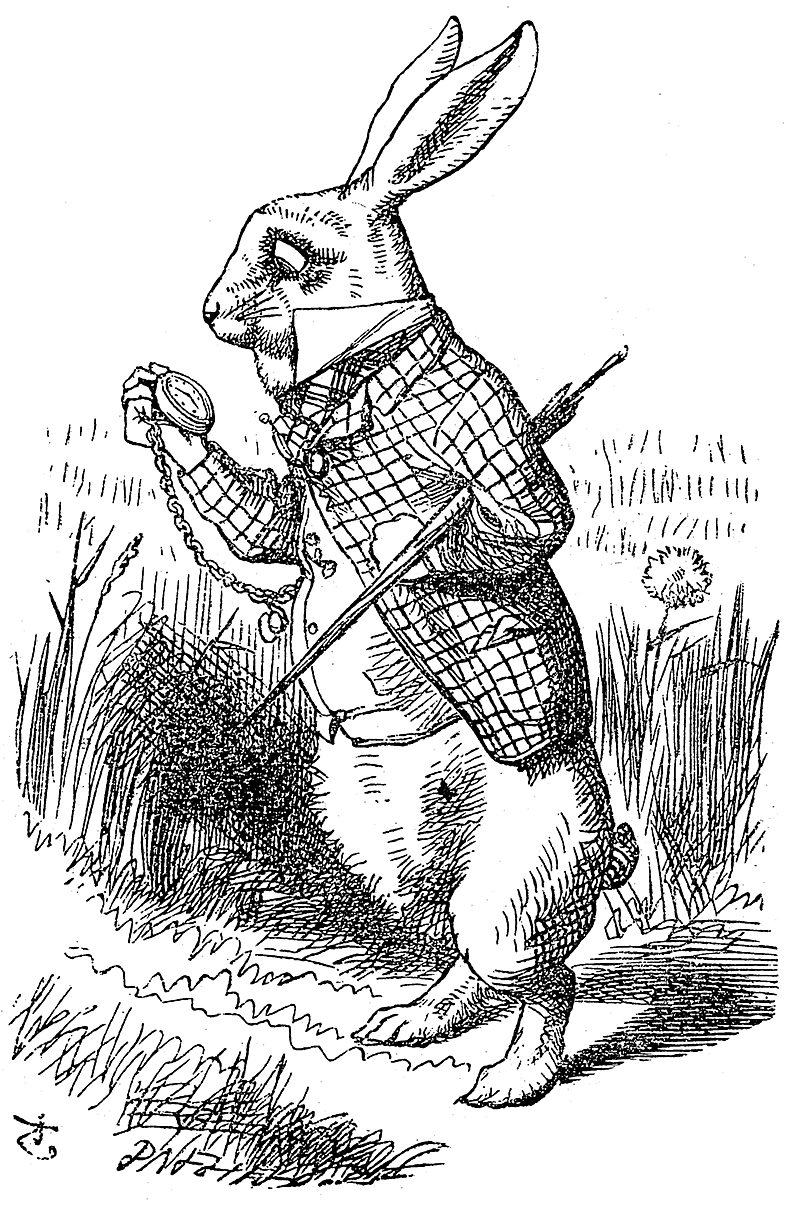
Le lapin blanc dAlice au pays des merveilles.

Animal placide et au pelage agréable au toucher, le lapin est souvent représenté dans la culture populaire, en particulier enfantine. Le lapin blanc d'Alice au pays des merveilles, Panpan ou encore Bugs Bunny ont accompagné des générations d'enfants.

#### Art
Des lapins domestiques ont été représentés dans l'art dès la Renaissance, attestant de l'utilisation du lapin comme animal de compagnie à cette époque.

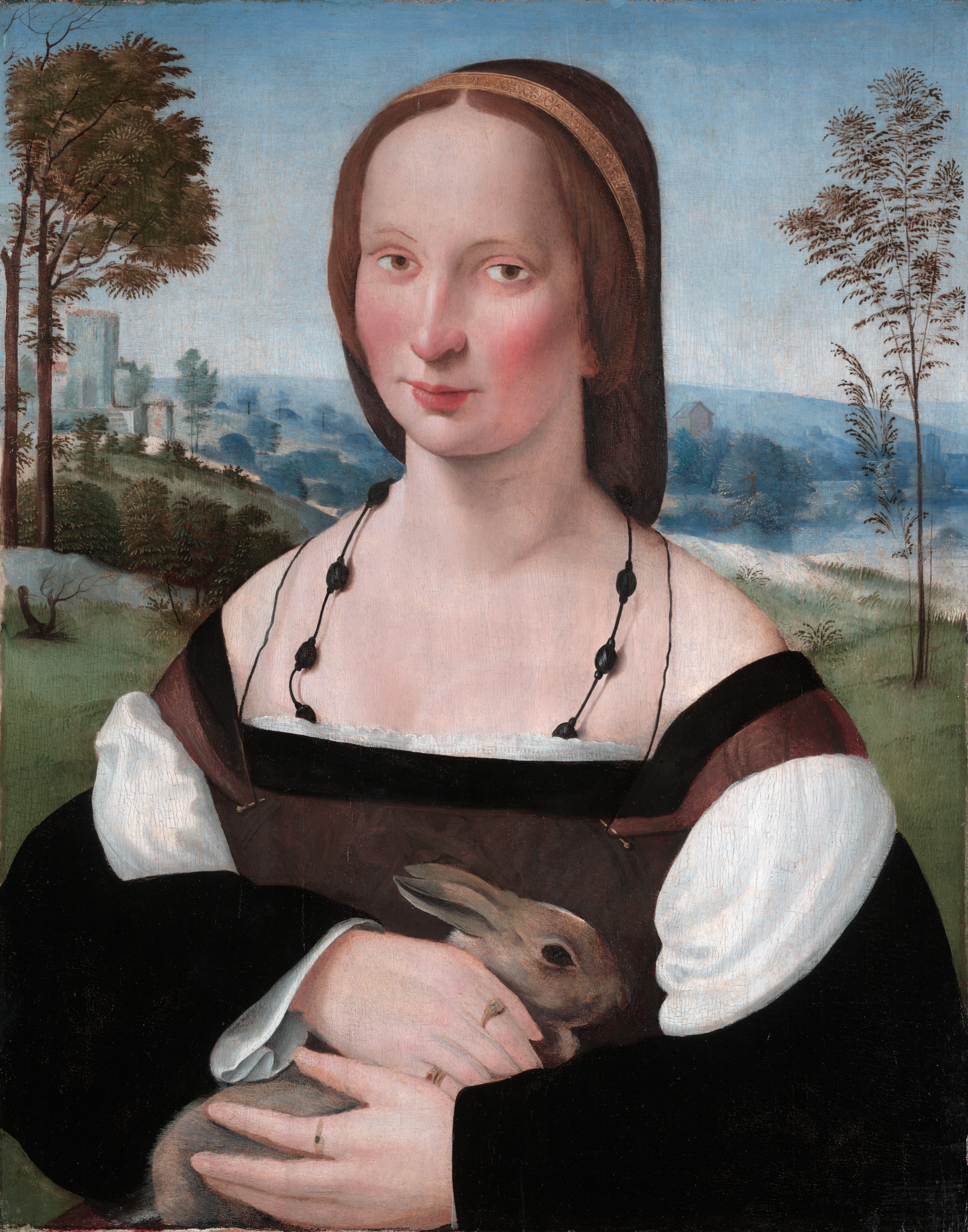
Portrait d'une femme tenant un lapin, par Ridolfo del Ghirlandaio vers 1507.
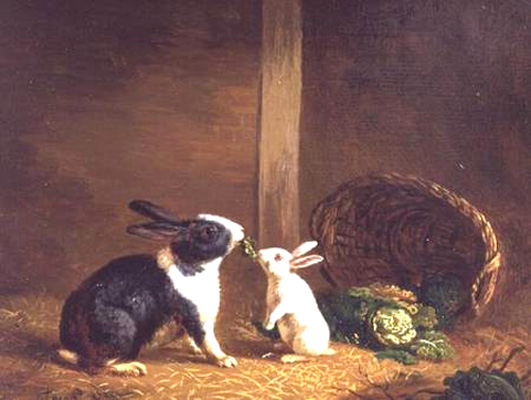
Deux lapins se disputant un brin d'herbe par, H. Baert, 1842.
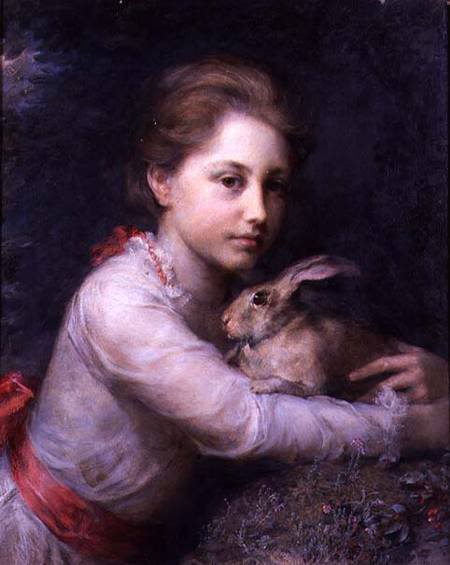
Portrait de Minna Sophia Farrer tenant un lapin, huile sur bois par Anna Merritt, 1878.

## Nomenclature et systématique
Le lapin domestique, parfois classé comme une sous-espèce Oryctolagus cuniculus domesticus ou une variété Oryctolagus cuniculus f. domestica, est aussi appelé couramment « lapin de clapier » ou « lapin de choux ». Il s'agit de la forme domestique du Lapin européen (Oryctolagus cuniculus). Il appartient donc comme celui-ci à l'ordre des lagomorphes qui diffère de l'ordre des rongeurs par la présence de deux paires d'incisives à la mâchoire supérieure (l'une derrière l'autre) contre une seule pour les derniers cités, mais aussi par une mastication latérale et non pas d'avant en arrière, et par un nombre de doigts différent aux membres.
En boucherie, le lapin domestique est classé parmi les volailles, sans doute car il était traditionnellement élevé en basse-cour. En cuisine, il est classé parmi les gibiers ou des viandes blanches.

### Races
Les races de lapins domestiques sont apparues plutôt récemment, à l'exception de celle du lapin de Chine, plus ancienne. Elles n'ont été fixées réellement qu'au XIXe siècle. On a répertorié 60 de ces premières races, dites races patrimoniales, dans l'ensemble de l'Europe, comme le lapin russe. Les races se sont ensuite multipliées par différents mécanismes. Certaines sont issues de la longue sélection des races d'origine dans des régions données, comme l'argenté de Champagne ou le fauve de Bourgogne. D'autres, plus récentes, sont issues de croisements opérés entre ces races, comme le californien ou le géant blanc du Bouscat. Enfin, des races sont nées de modifications génétiques fortuites comme pour le lapin rex, ou dirigées par la sélection humaine comme pour le blanc de Hotot ou l'orylag créé par l'INRA. On compte ainsi environ 150 races en Europe. Les races françaises sont répertoriées dans le livre « Les lapins de race, spécificités zoologiques, standards officiels », écrit par la Commission technique et des standards de la Fédération française de cuniculiculture (FFC).

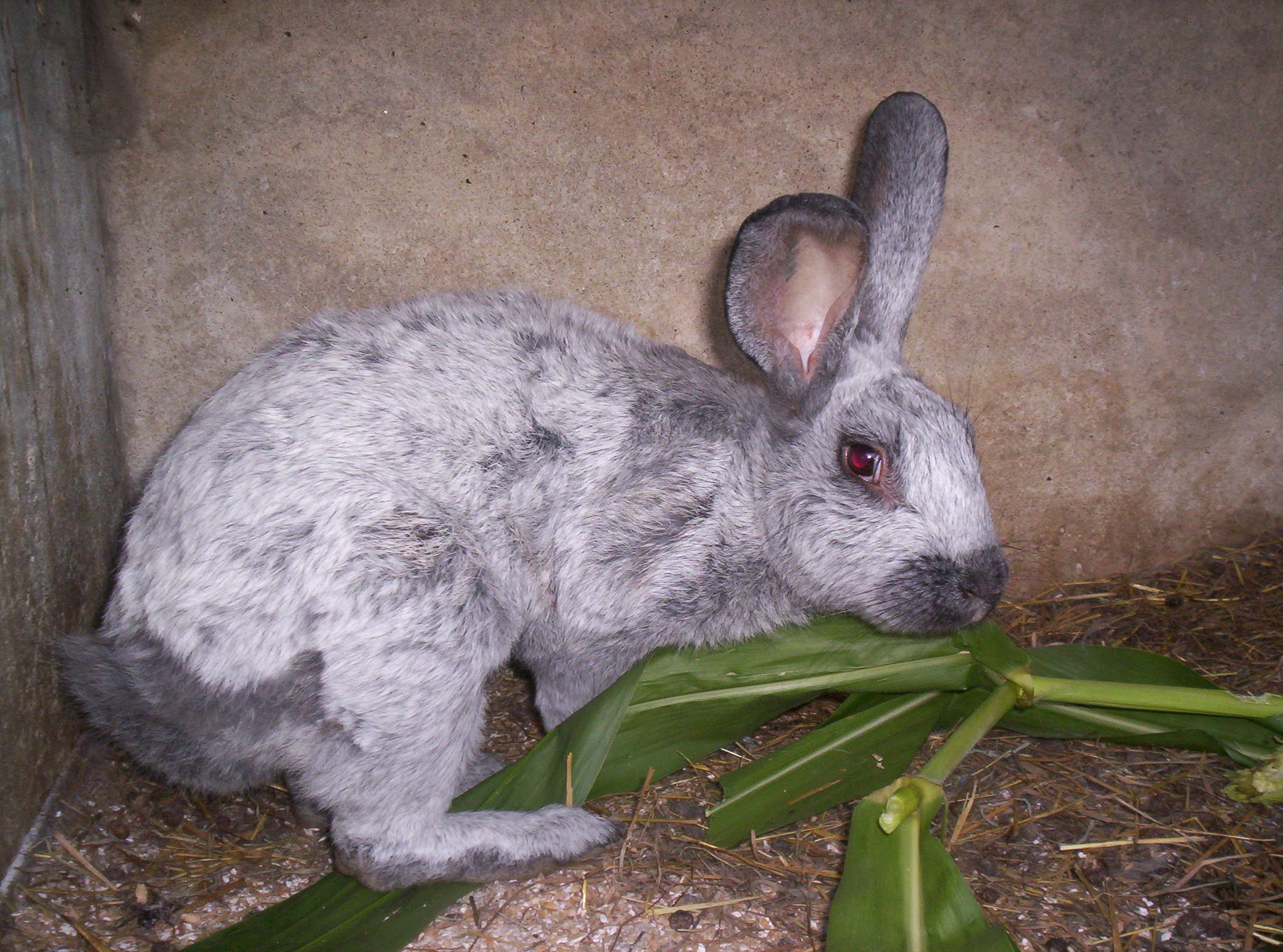
Lapin argenté de Champagne.

Les races sont généralement classées suivant leur taille et leur utilisation. Ainsi, il y a des races dites géantes dont la masse dépasse 5 kg (le géant papillon français, le bélier français, le géant des Flandres et le Géant blanc du Bouscat), des races moyennes qui pèsent entre 2,5 et 5,5 kg (argenté de Champagne, le fauve de Bourgogne) des races à fourrure caractéristique dont la masse se situe entre 3 et 5 kg (les rex, l'angora français) et des races naines pesant de 0,8 à 1,7 kg. Parmi les lapins de compagnie, les lapins nains se retrouvent parmi de nombreuses races. Le plus connu est le polonais ou hermine, blanc aux yeux rouges ou bleus puis ses homologues colorés lapins nains de couleur qui ont le même format mais possèdent une robe reconnue dans la nomenclature officielle remise à jour chaque année par la Commission des Standards. Enfin, il y a le bélier nain, le rex nain, le nain satin, l'angora nain…
Il existe également des souches de lapins, généralement plus homogènes que les races. Il s'agit de populations de lapins d'effectifs restreints et fermées sur l'extérieur, c'est-à-dire qu'il n'y a pas introduction de reproducteurs étrangers dans la population en question. Ces souches peuvent être sélectionnées. La très grande majorité des cuniculteurs d'Europe de l'Ouest utilise des croisements entre souches réalisées par des firmes de sélection cunicoles.

## Compléments